# Renaissance de la Weser

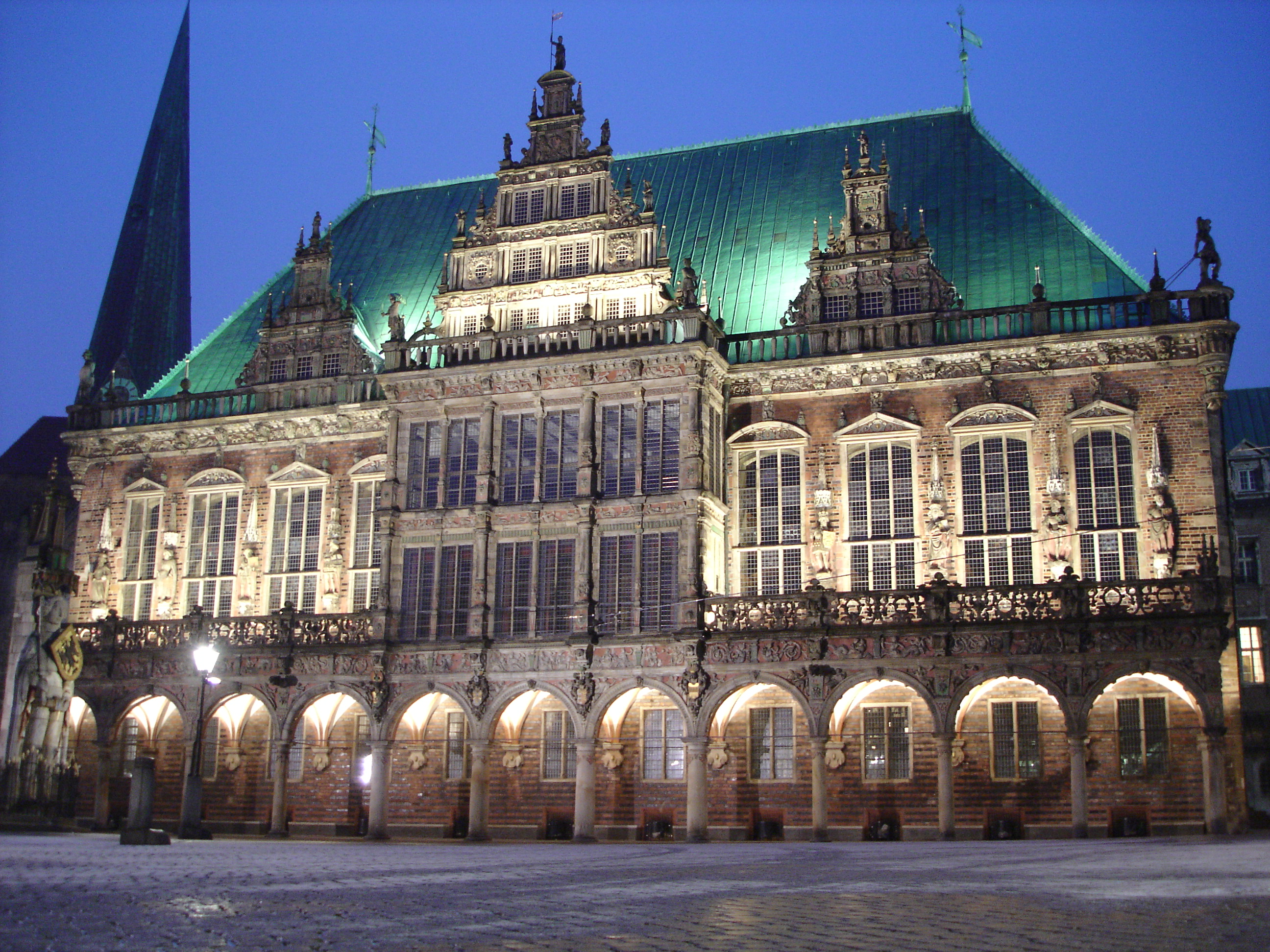
L'hôtel de ville de Brême, exemple de la renaissance de la Weser.

La renaissance de la Weser (allemand : Weserrenaissance) est une forme de style architectural de la Renaissance que l'on trouve principalement dans le bassin de la Weser, fleuve du nord-ouest de l'Allemagne, ce style étant relativement bien conservé dans les villes de la région.
Une route touristique nommée « route de la renaissance de la Weser (de) » passe par les principaux monuments de ce style architectural.

## Édifices notables

### Basse-Saxe

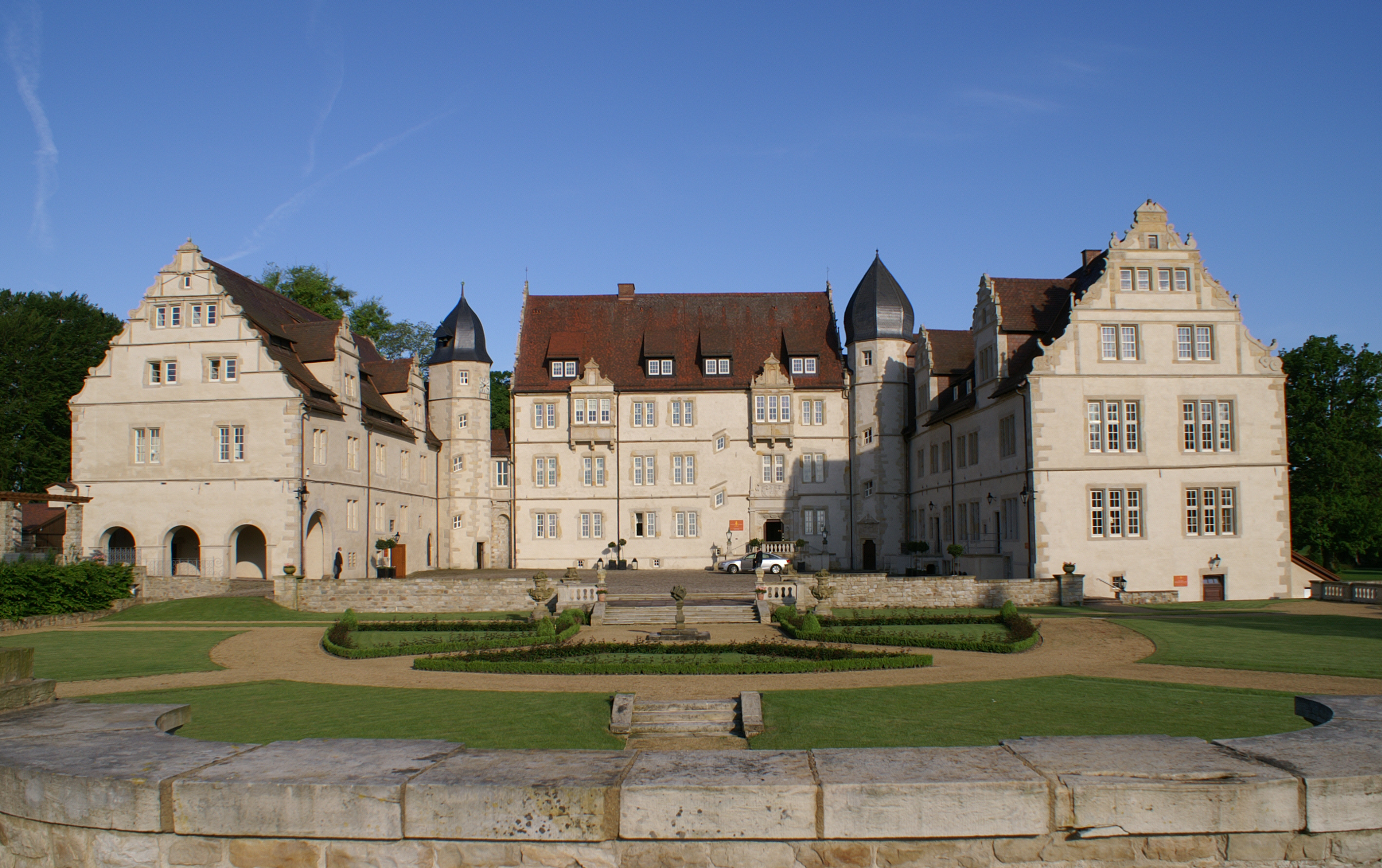
Schloss Schwöbber (château de Schwöbber), Aerzen
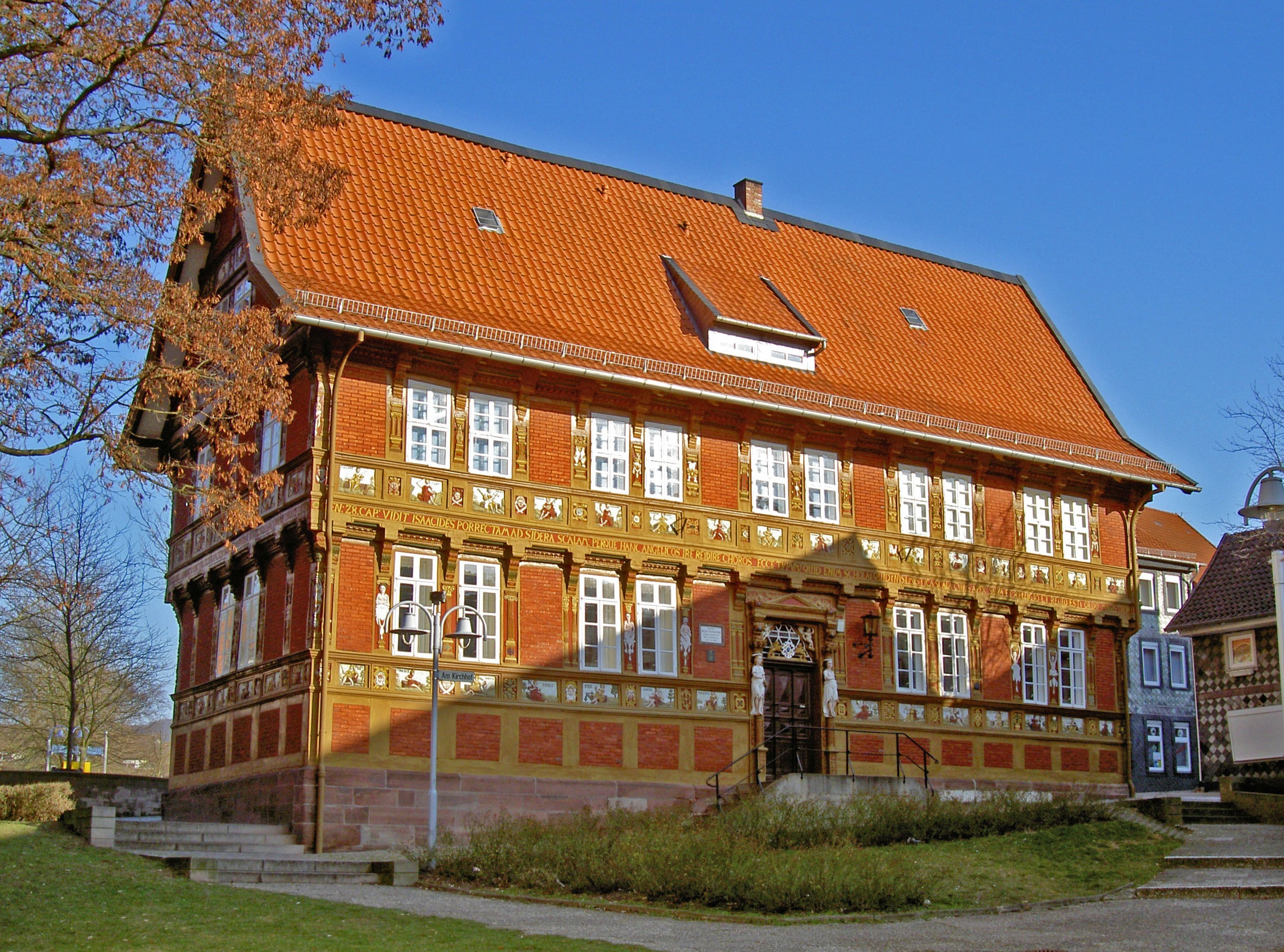
Alte Lateinschule, Alfeld
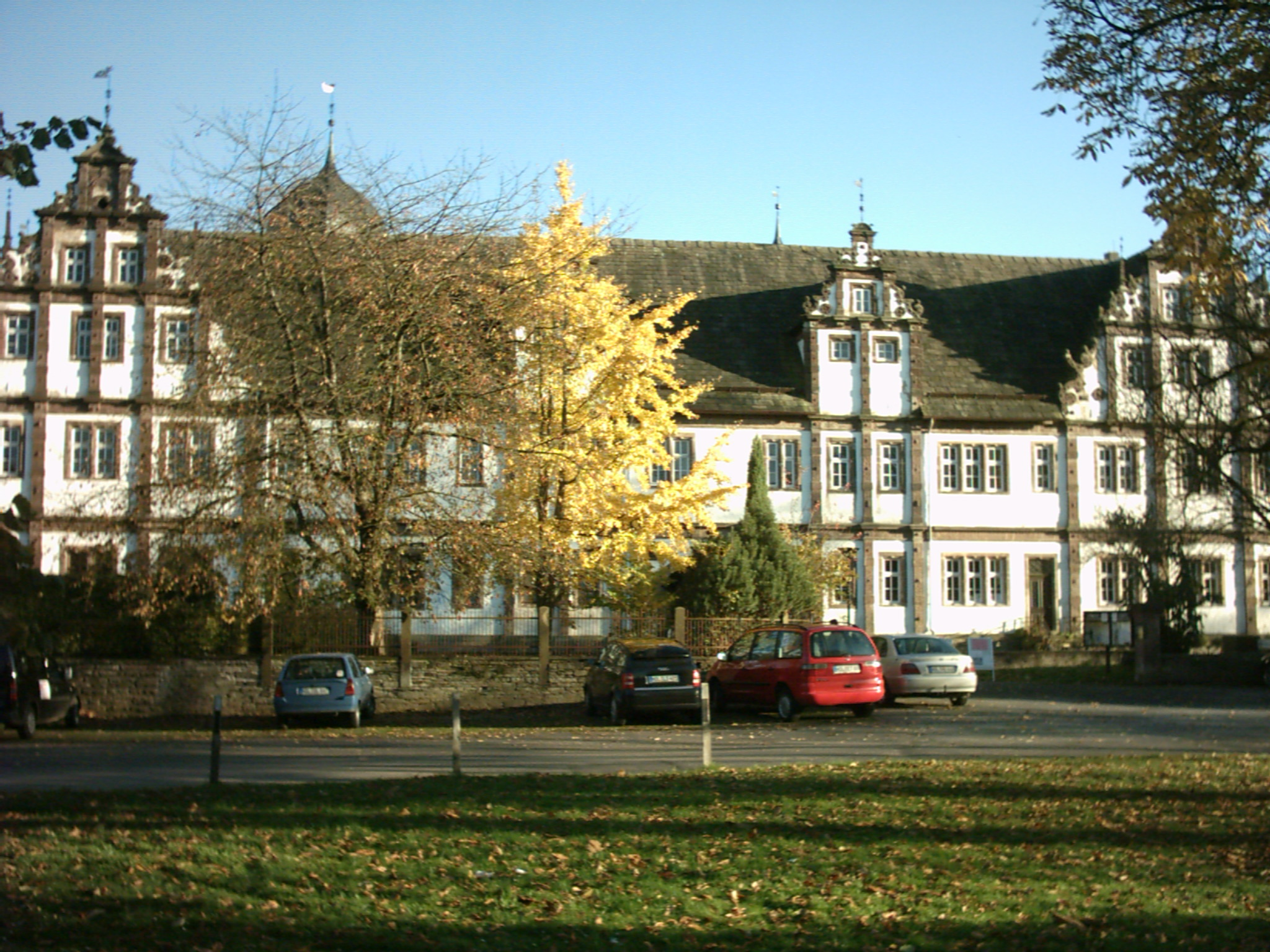
Schloss Bevern (château de Bevern), Bevern
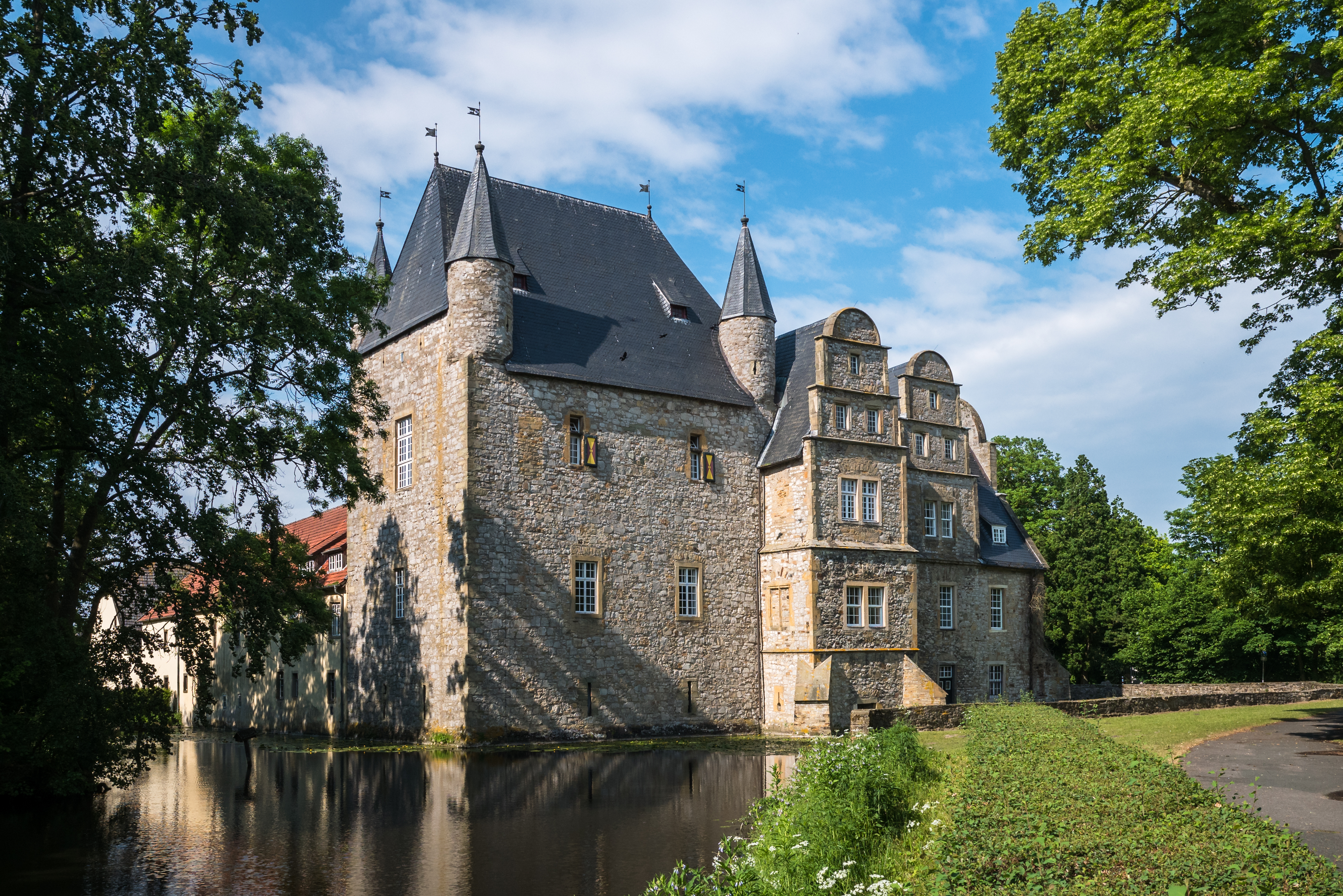
Schelenburg, Bissendorf
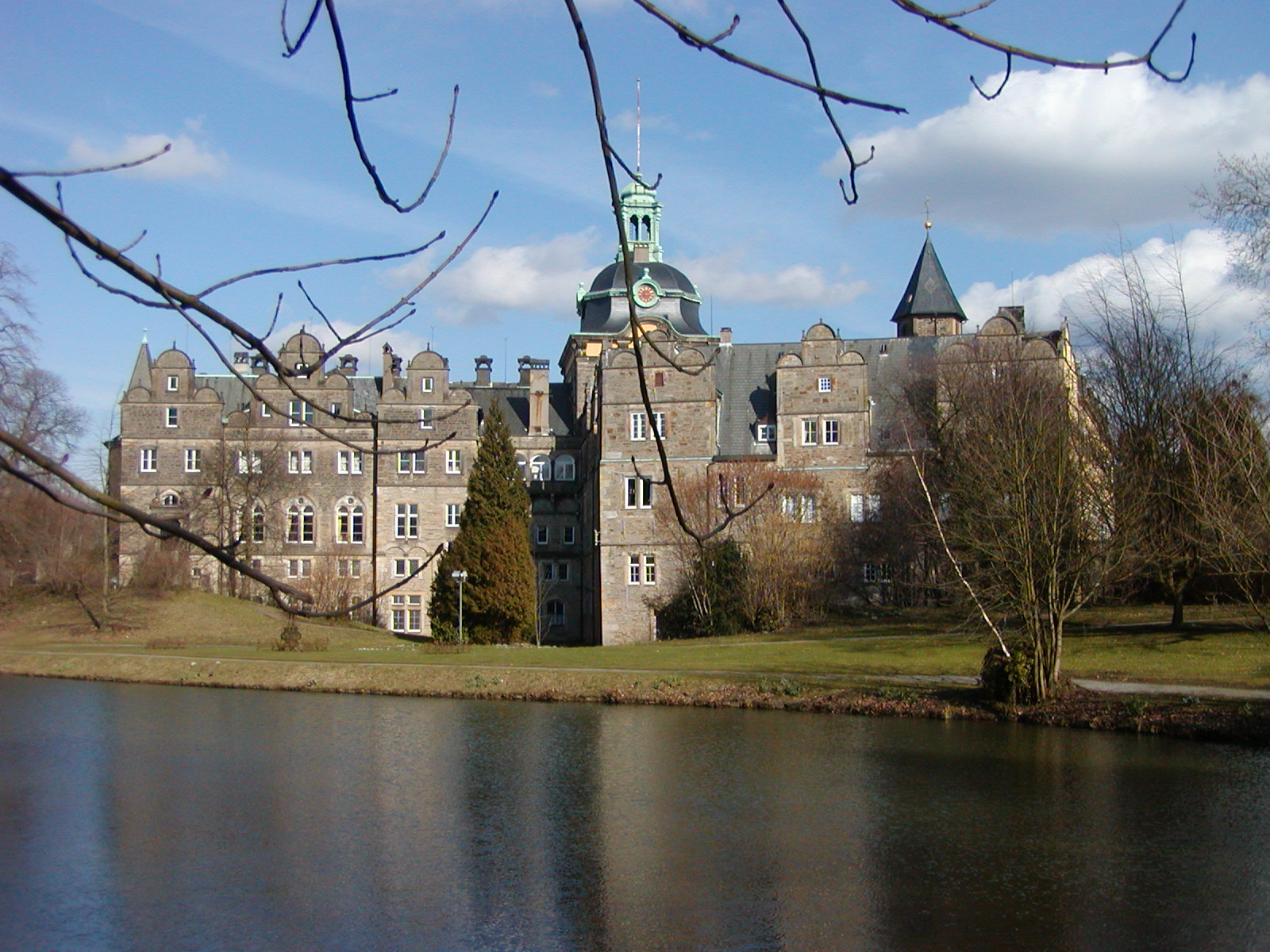
Schloss Bückeburg (château de Bückeburg), Bückeburg
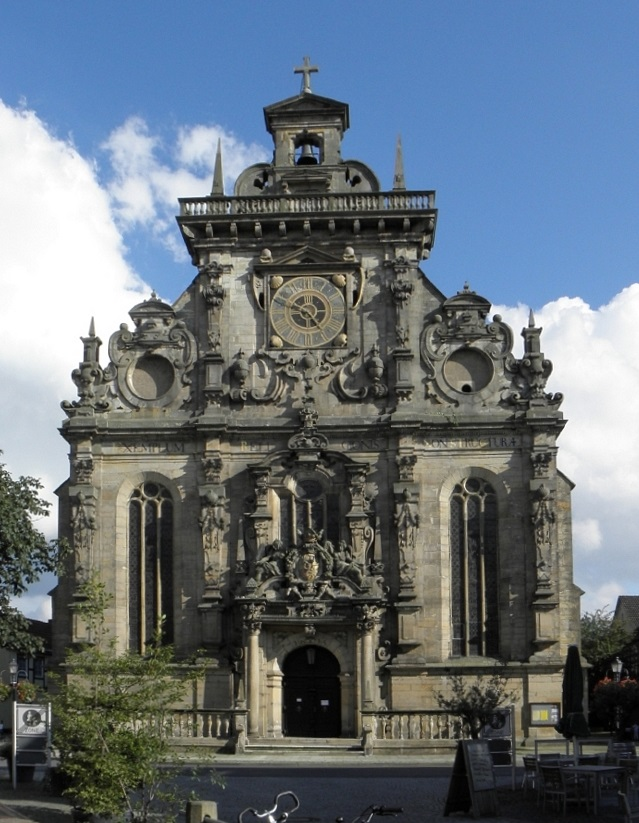
Stadtkirche de Bückeburg
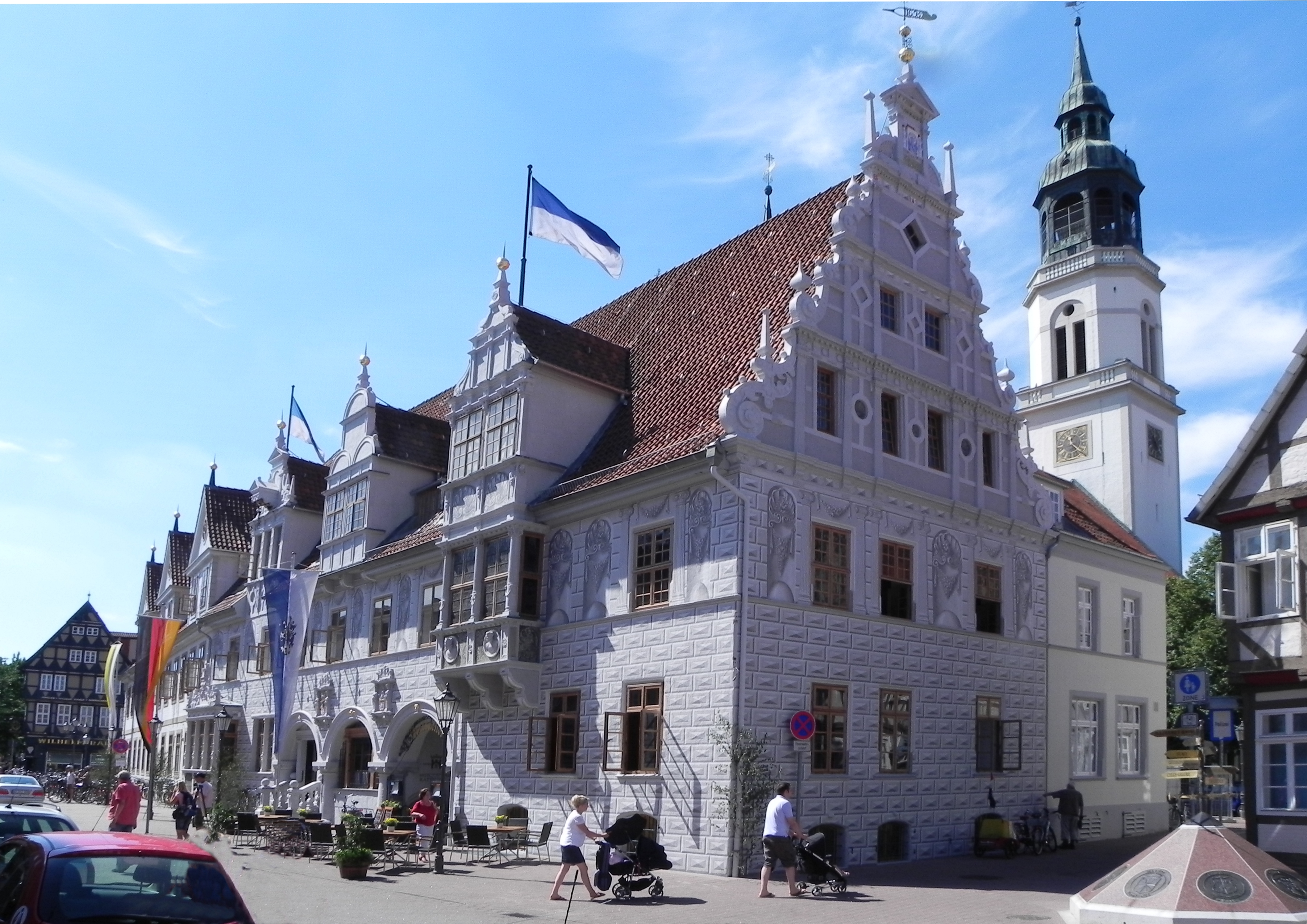
Altes Rathaus (ancien hôtel de ville), Celle
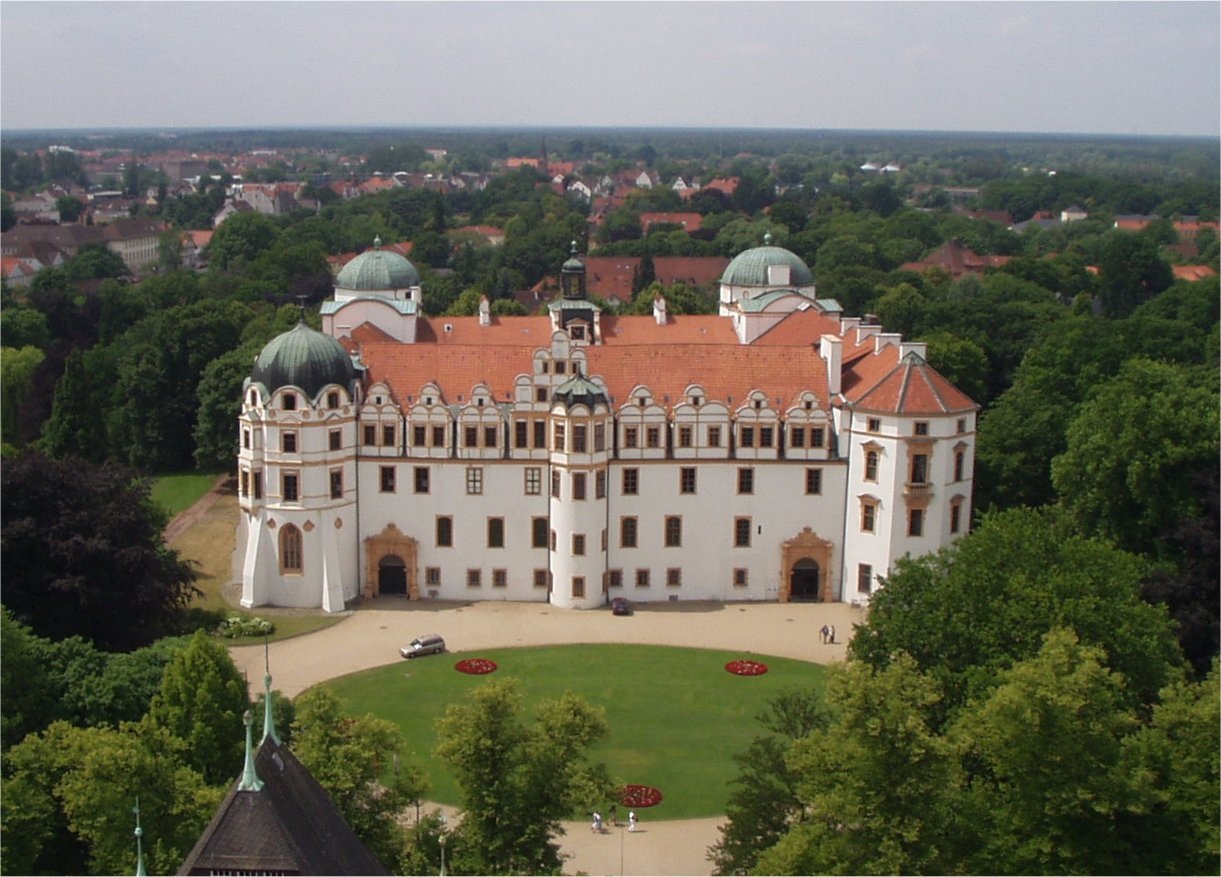
Schloss Celle (château de Celle), Celle
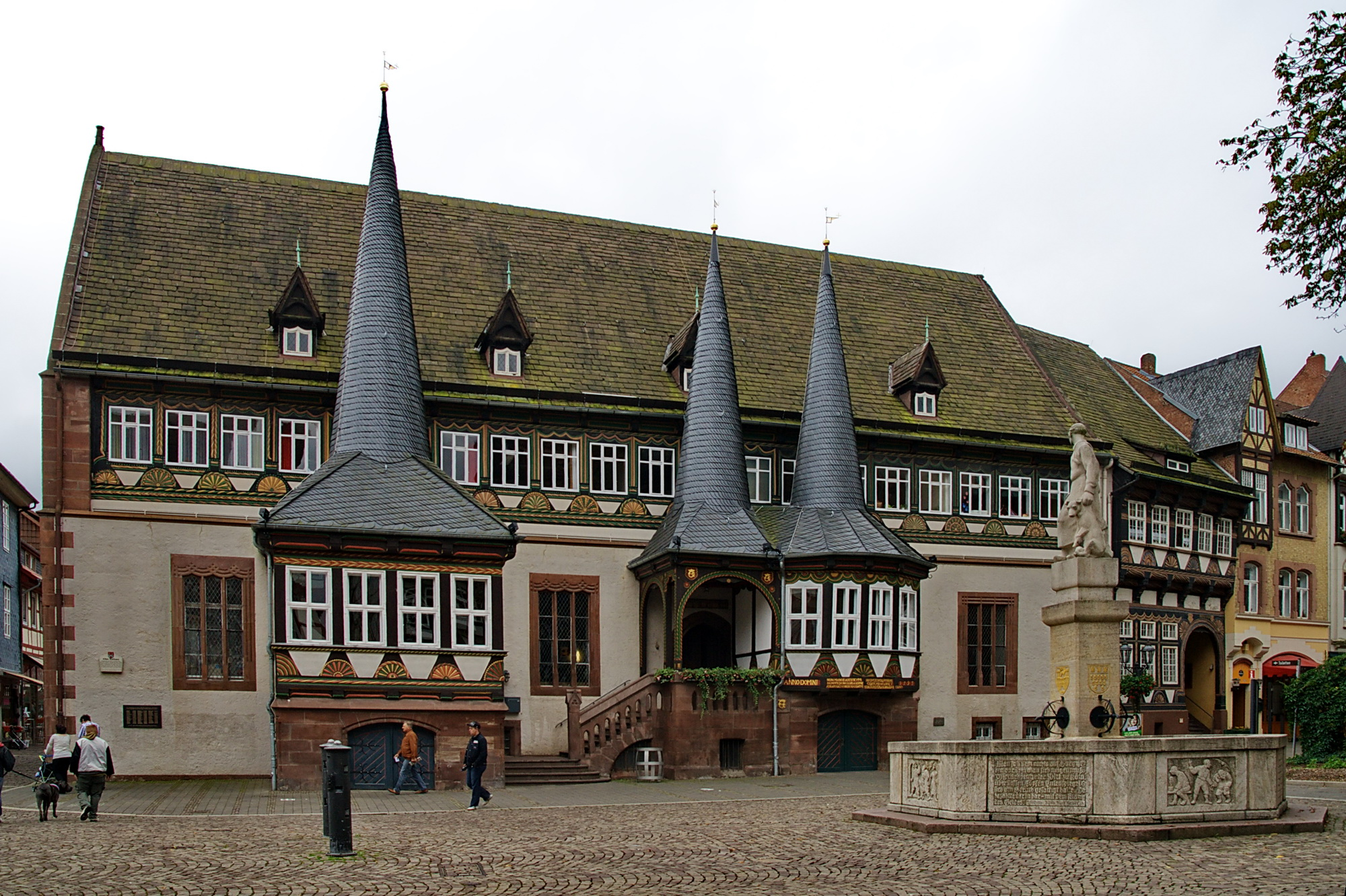
Altes Rathaus (ancien hôtel de ville), Einbeck
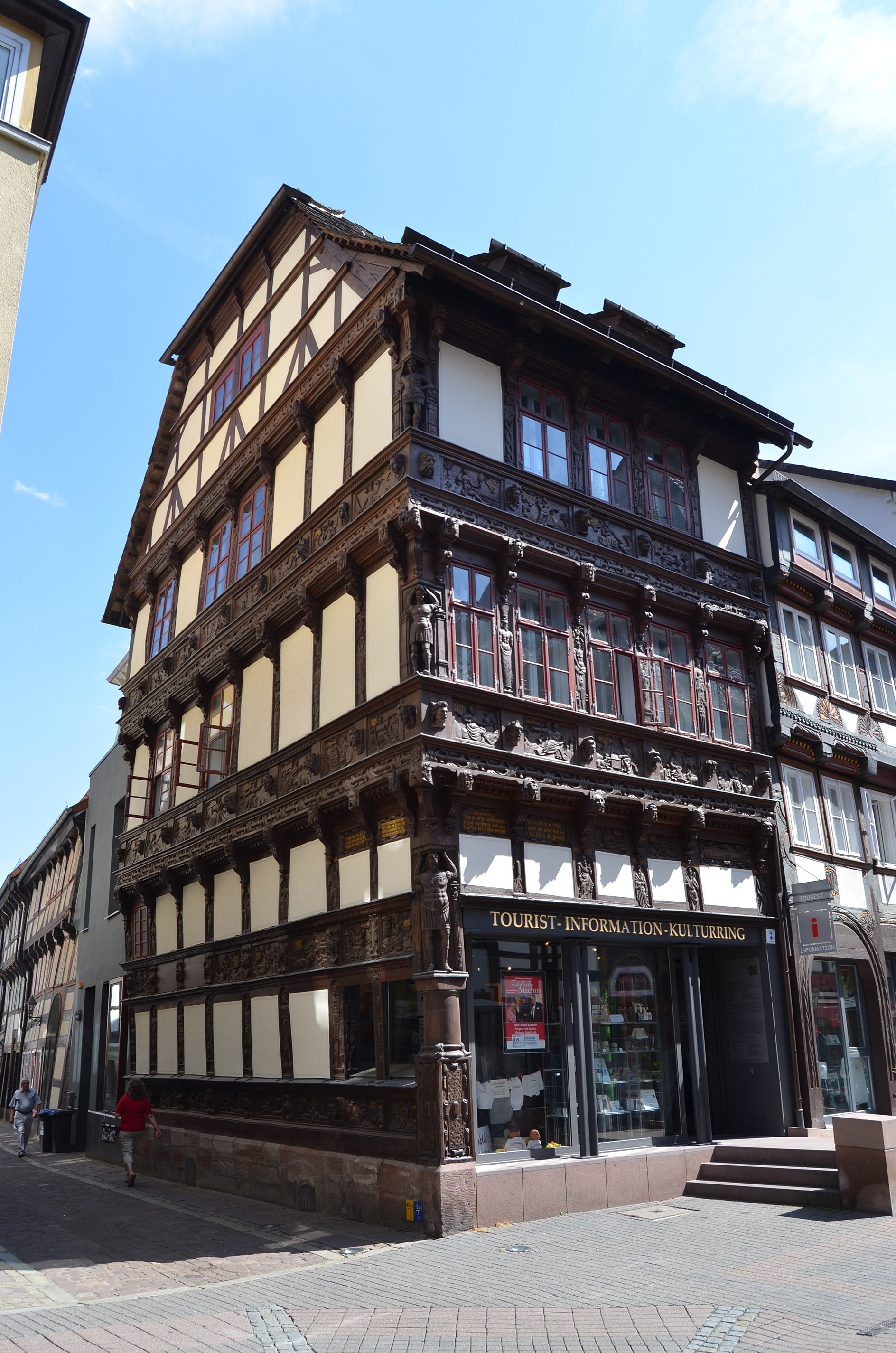
Eickesches Haus, Einbeck
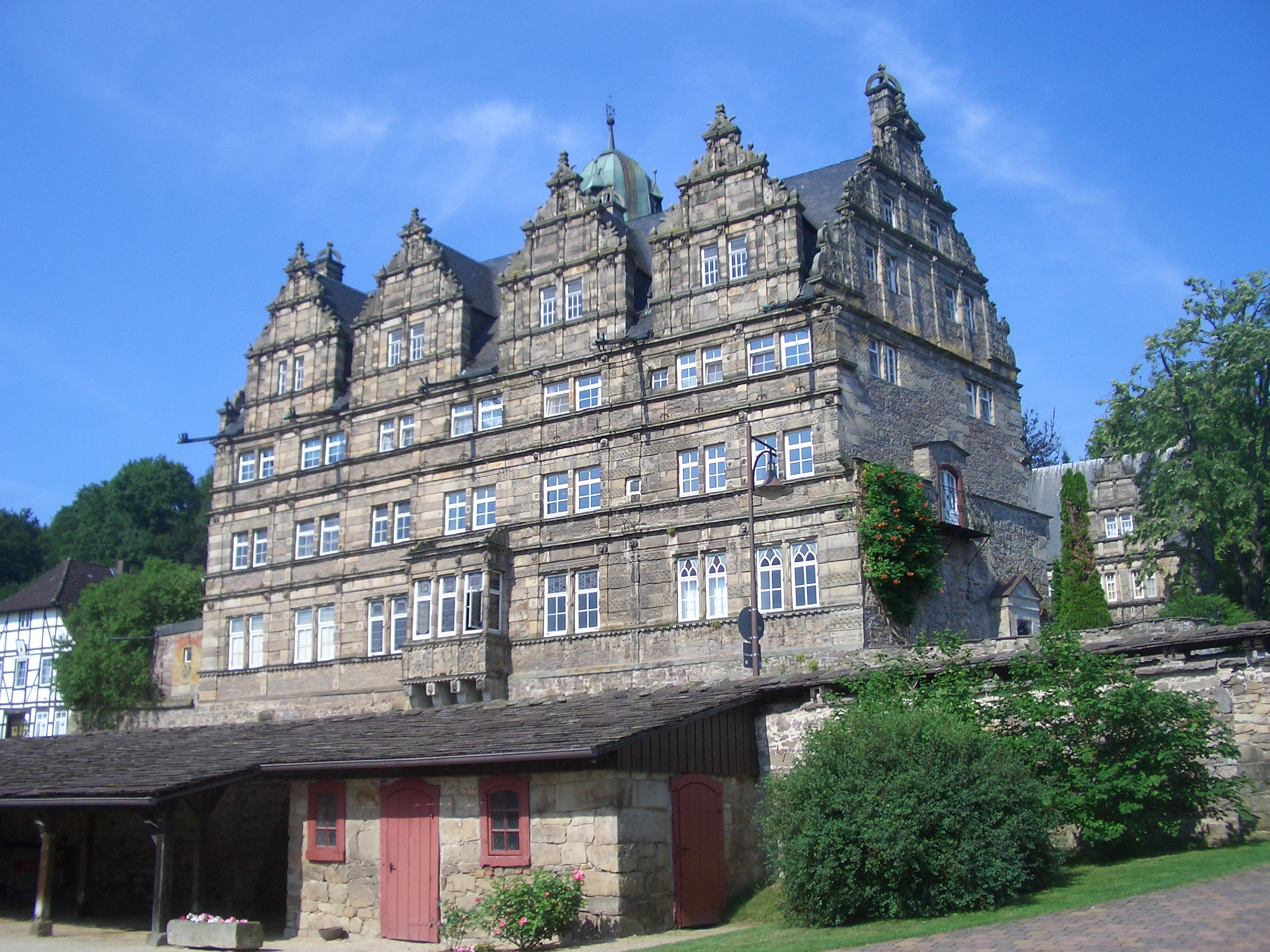
Schloss Hämelschenburg (château de Hämelschenburg), Emmerthal
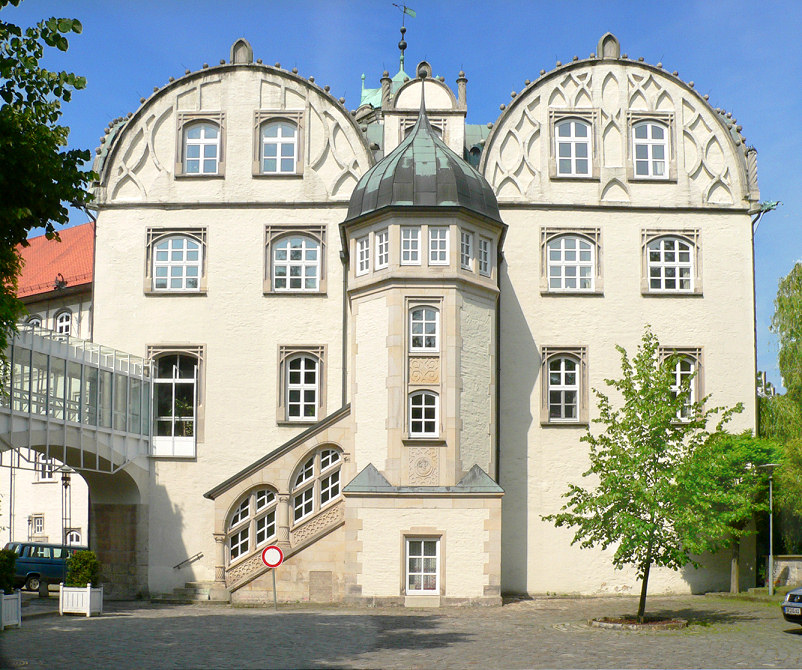
Schloss Gifhorn (château de Gifhorn), Gifhorn
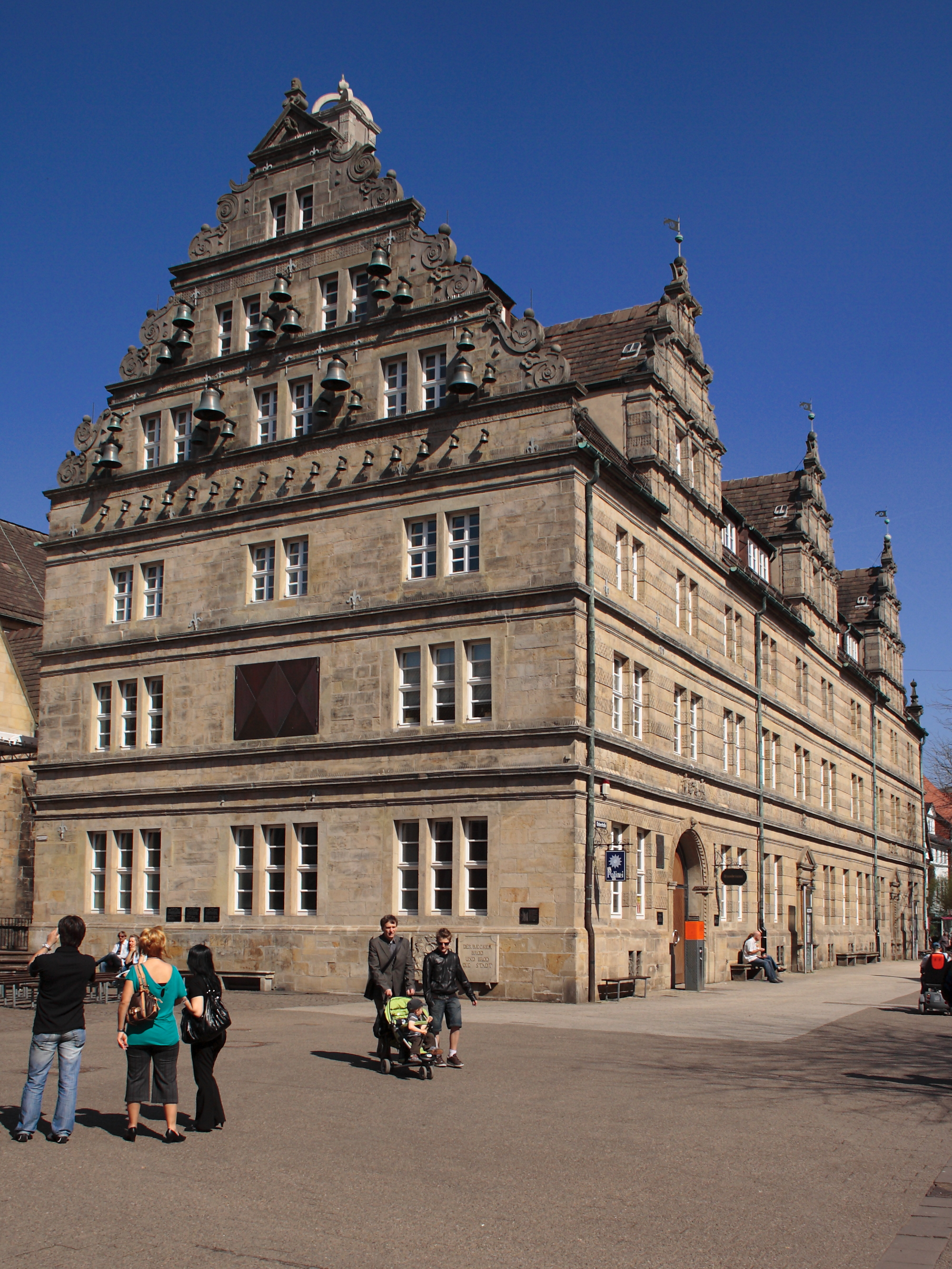
Hochzeithaus, Hameln
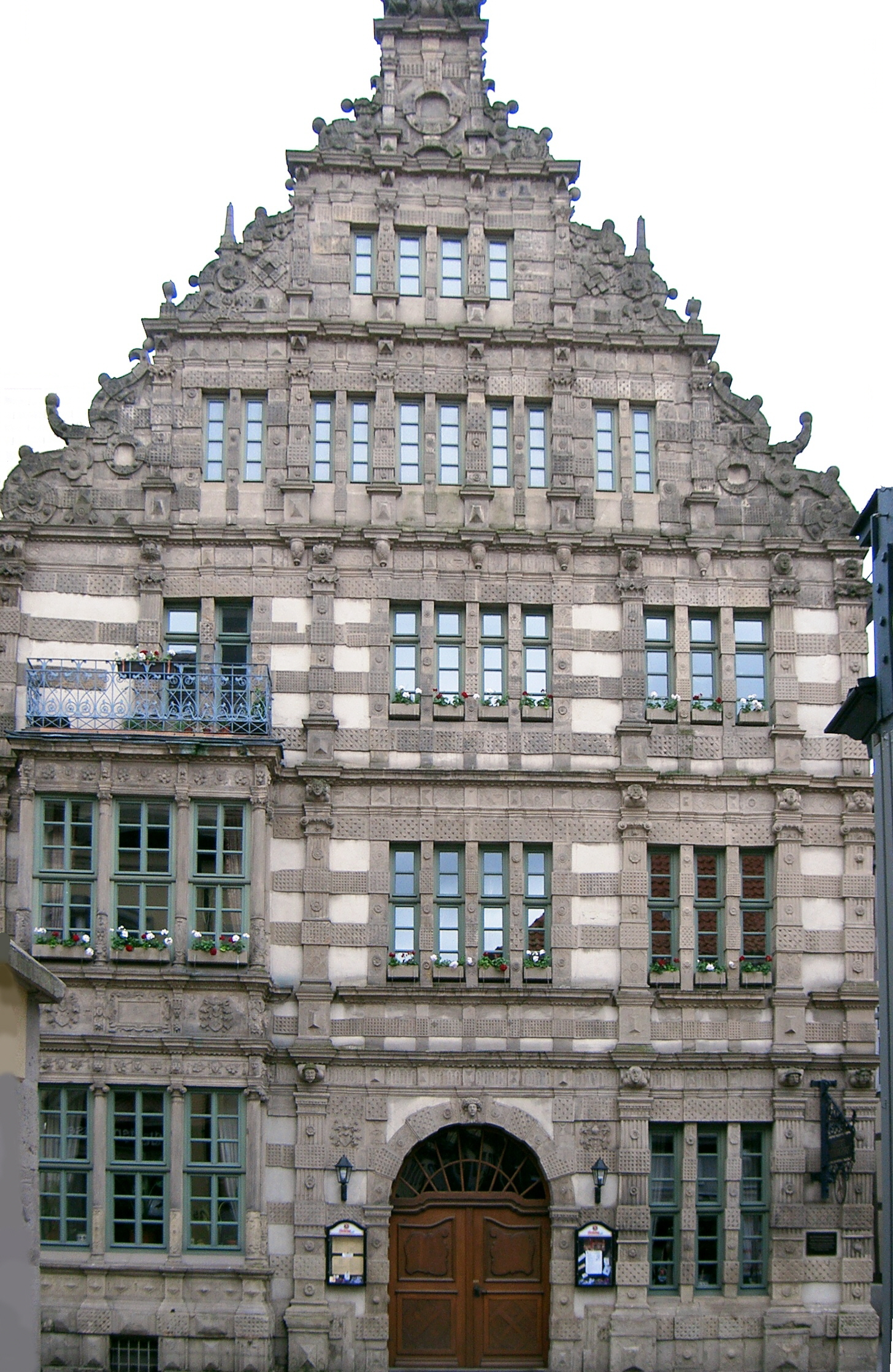
Rattenfängerhaus, Hameln
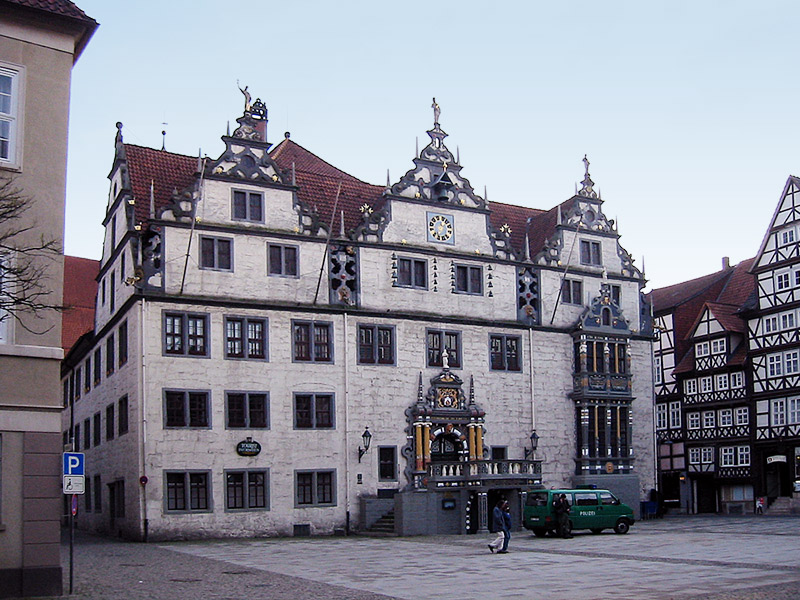
Rathaus (hôtel de ville), Hann. Münden
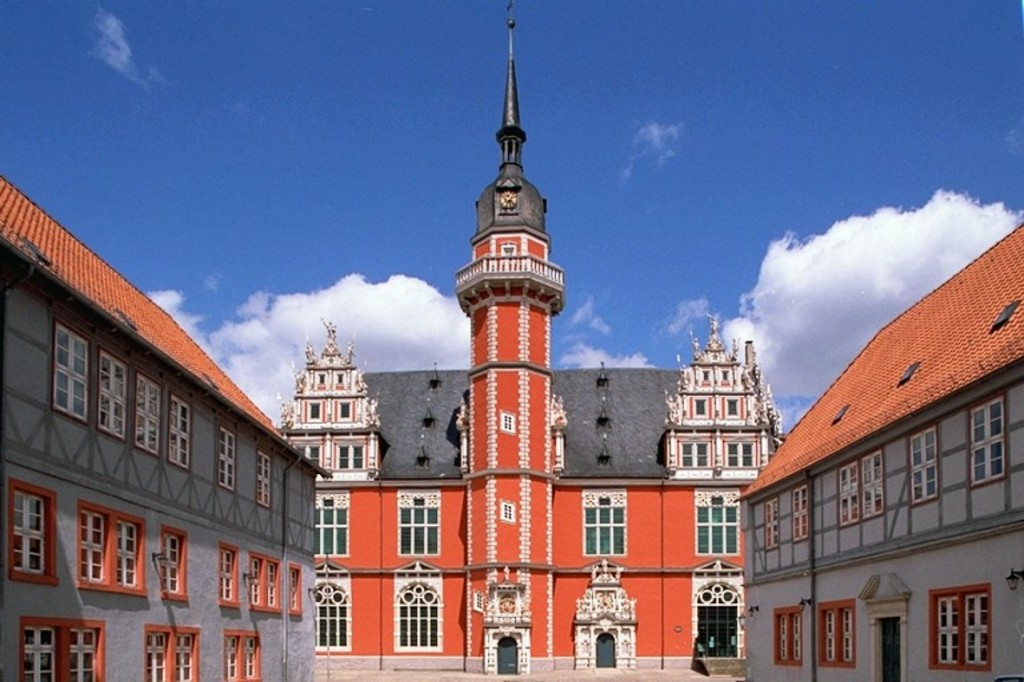
Juleum, Helmstedt
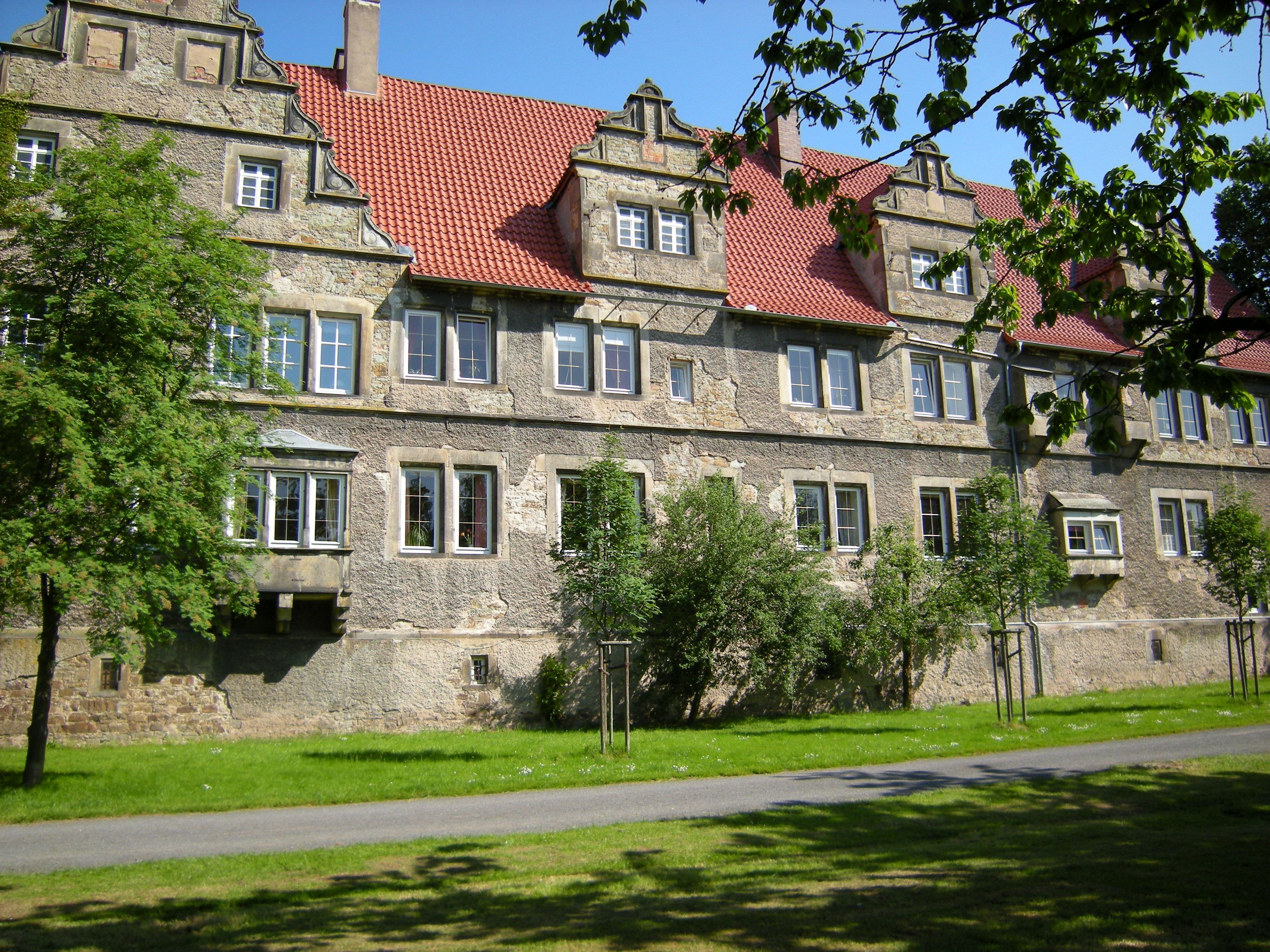
Münchhausen-Hof, Hessisch Oldendorf
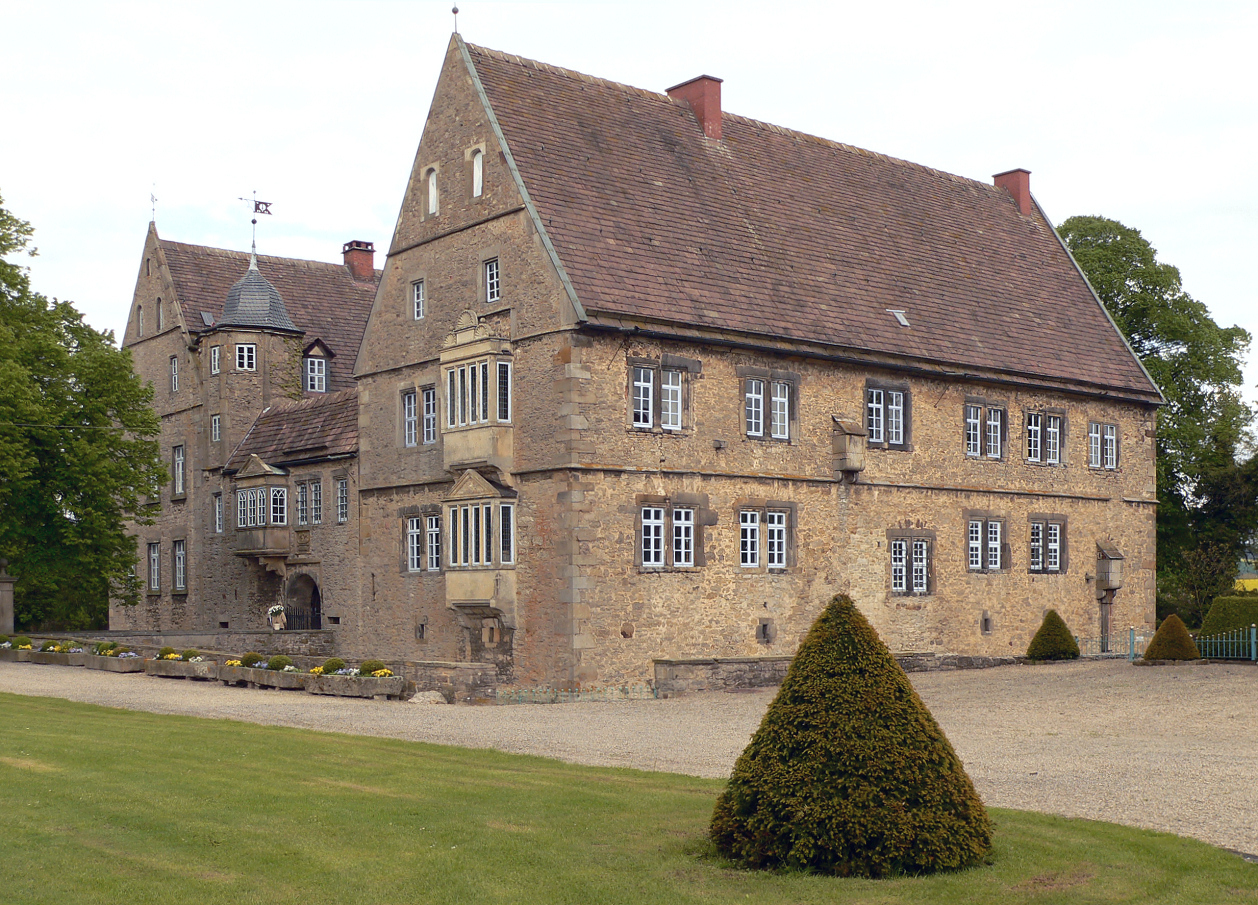
Wasserschloss Hülsede (château de Hülsede), Hülsede
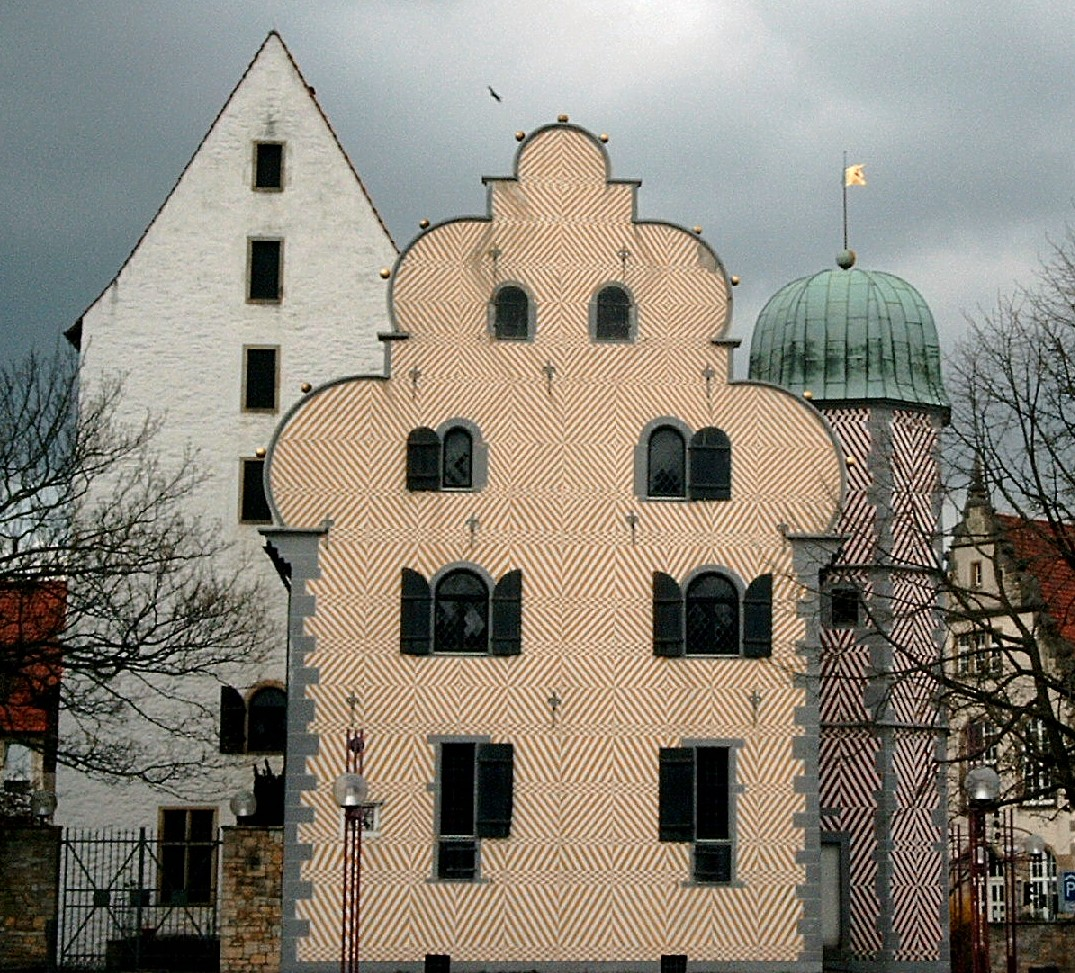
Ledenhof, Osnabrück
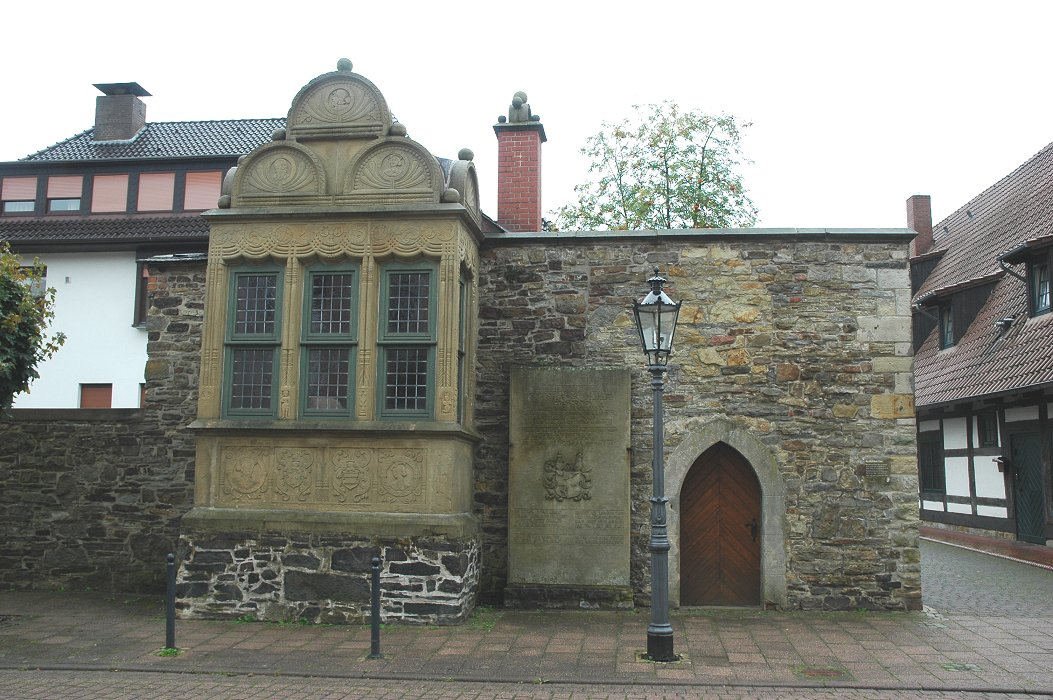
Archivhäuschen der Münchhausen-Hof, Rinteln
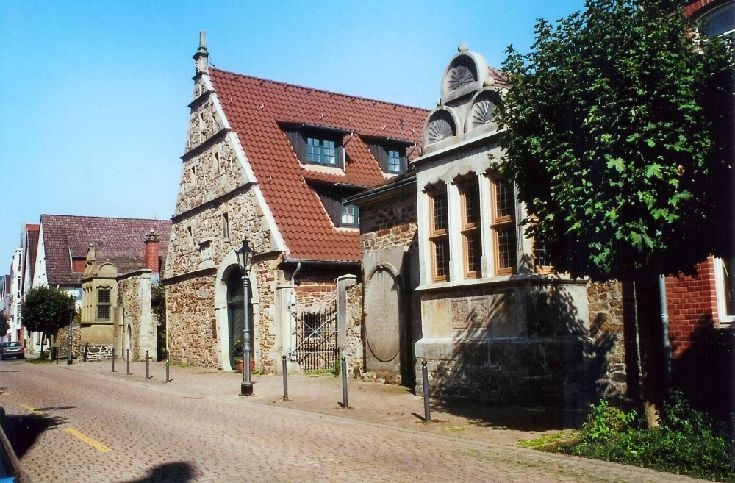
Münchhausen-Hof, Rinteln
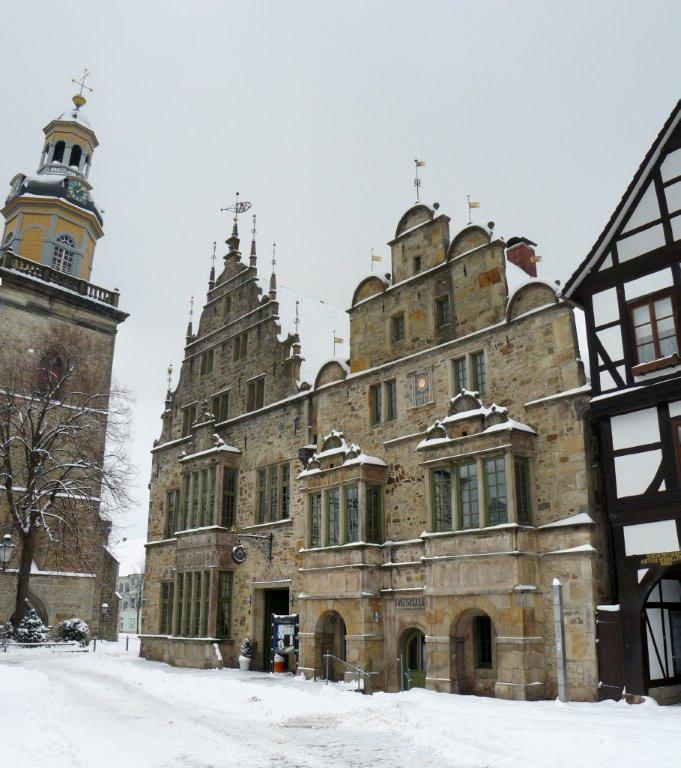
Ratskeller, Rinteln
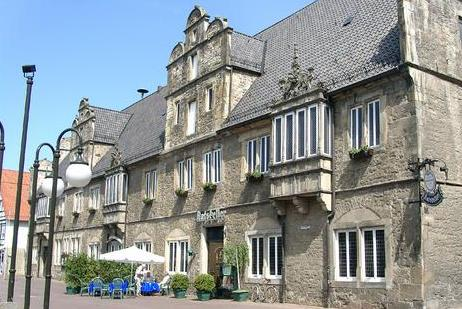
Altes Rathaus (ancien hôtel de ville), Stadthagen
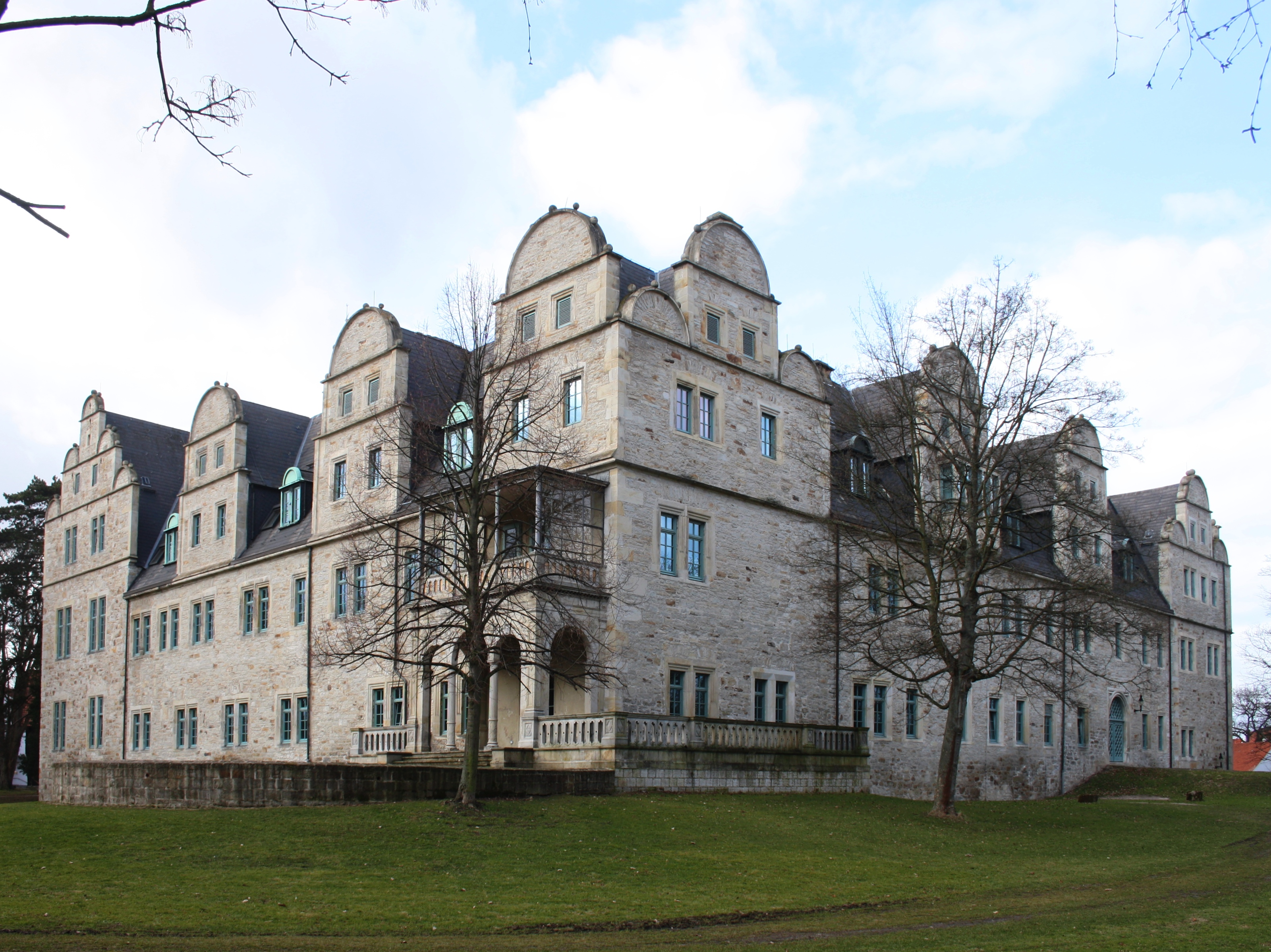
Schloss Stadthagen (château de Stadthagen), Stadthagen
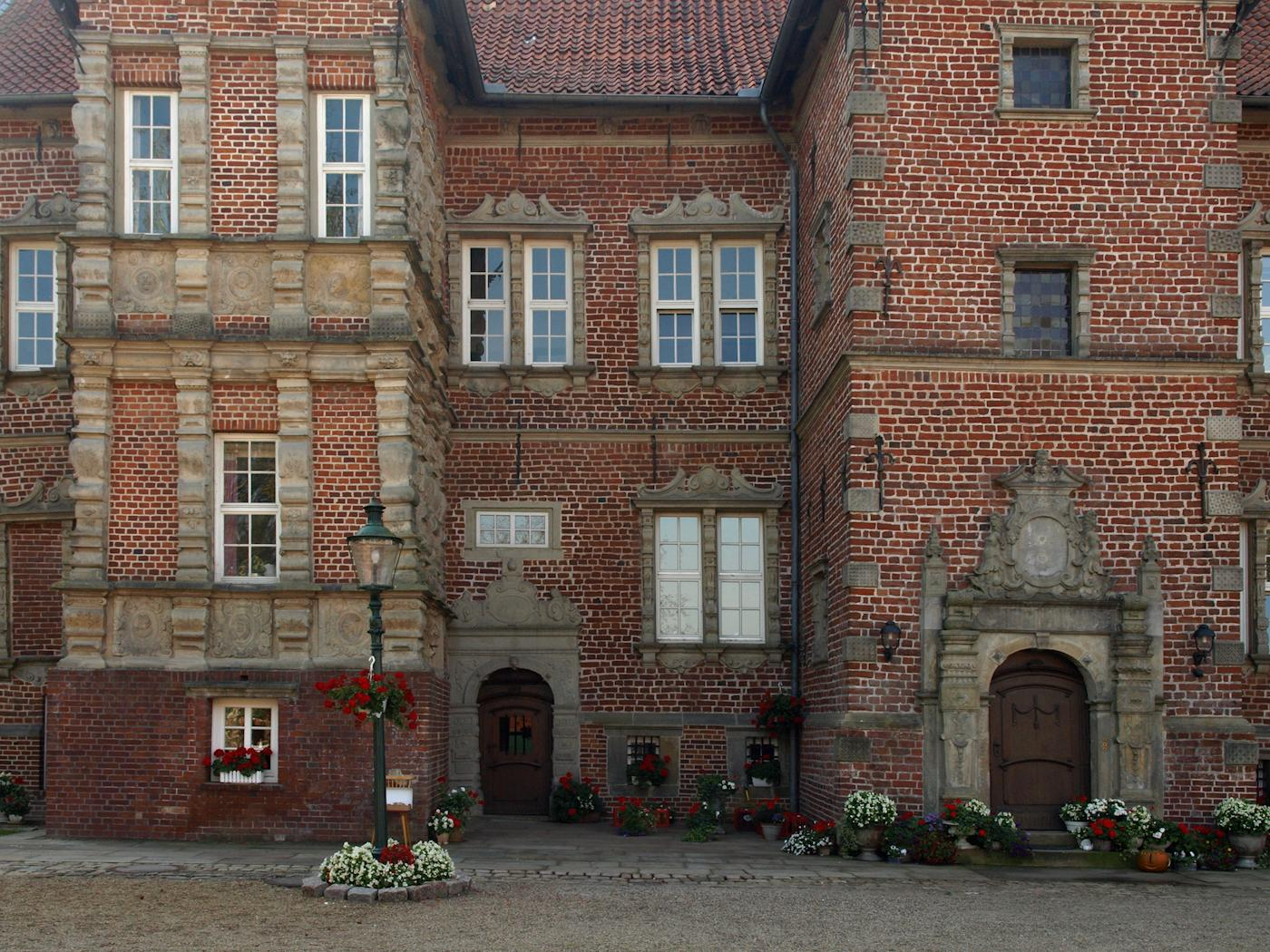
Erhof, Thedinghausen
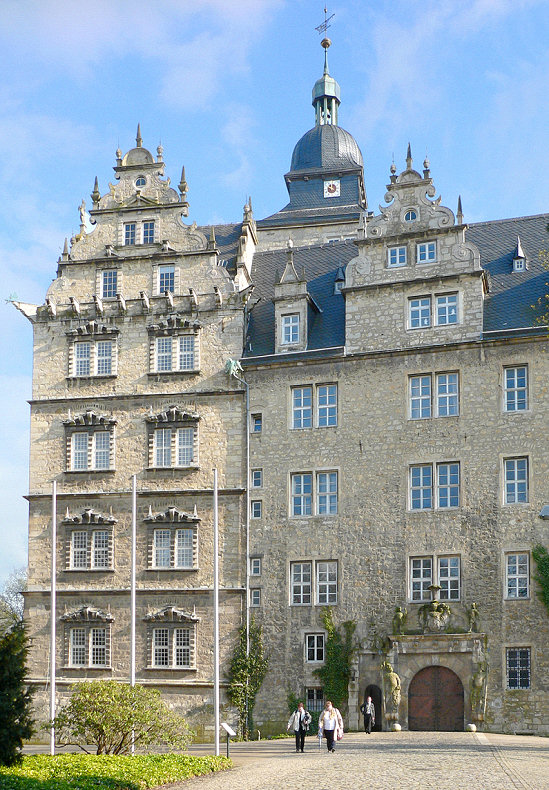
Schloss Wolfsburg (château de Wolfsbourg), Wolfsbourg

### Brême

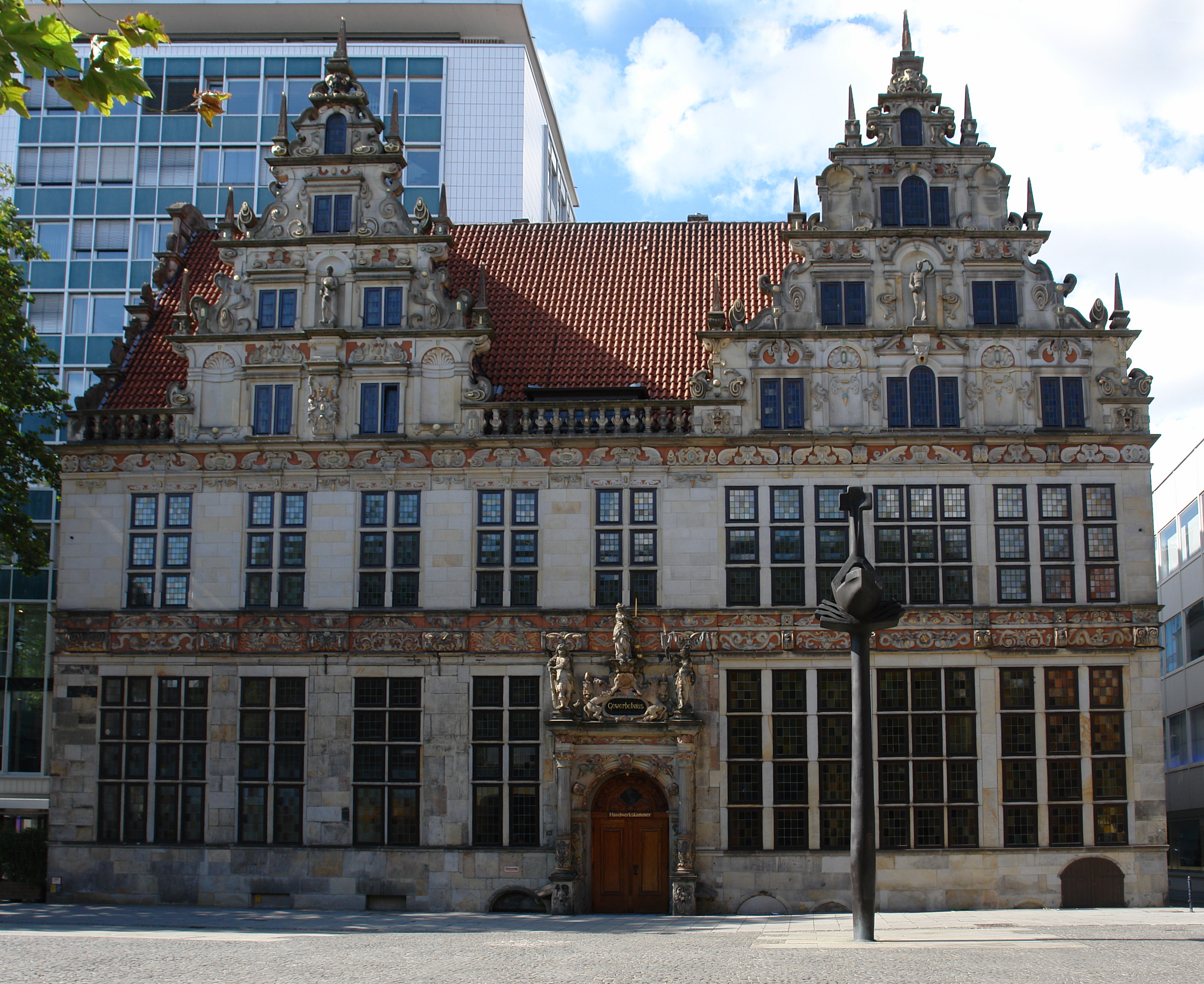
Gewerbehaus, Brême
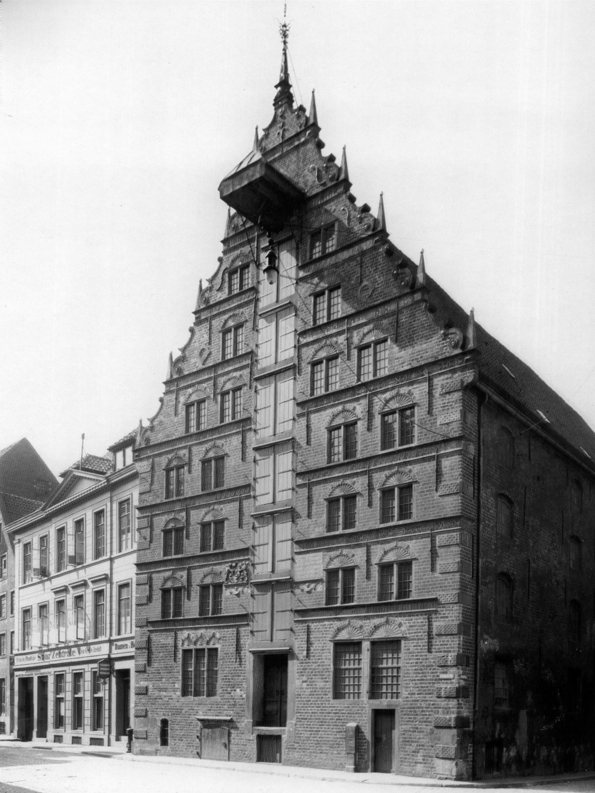
Neues Kornhaus (détruite), Brême
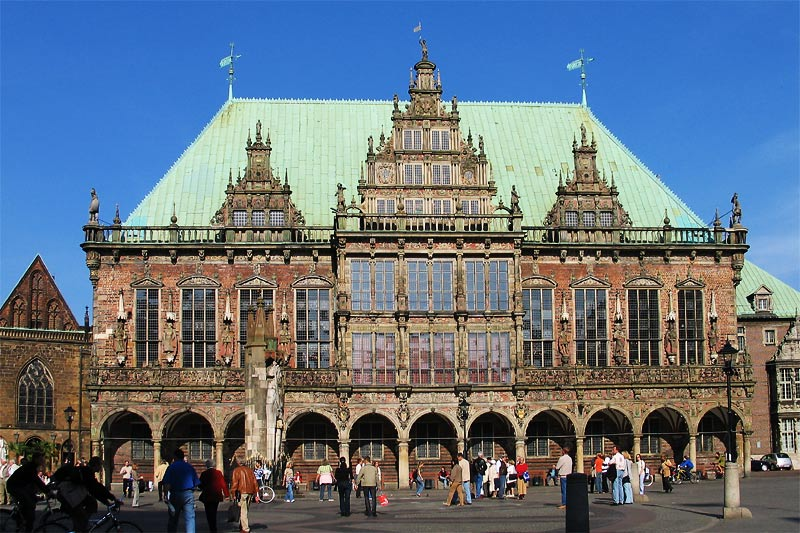
Rathaus (hôtel de ville), Brême
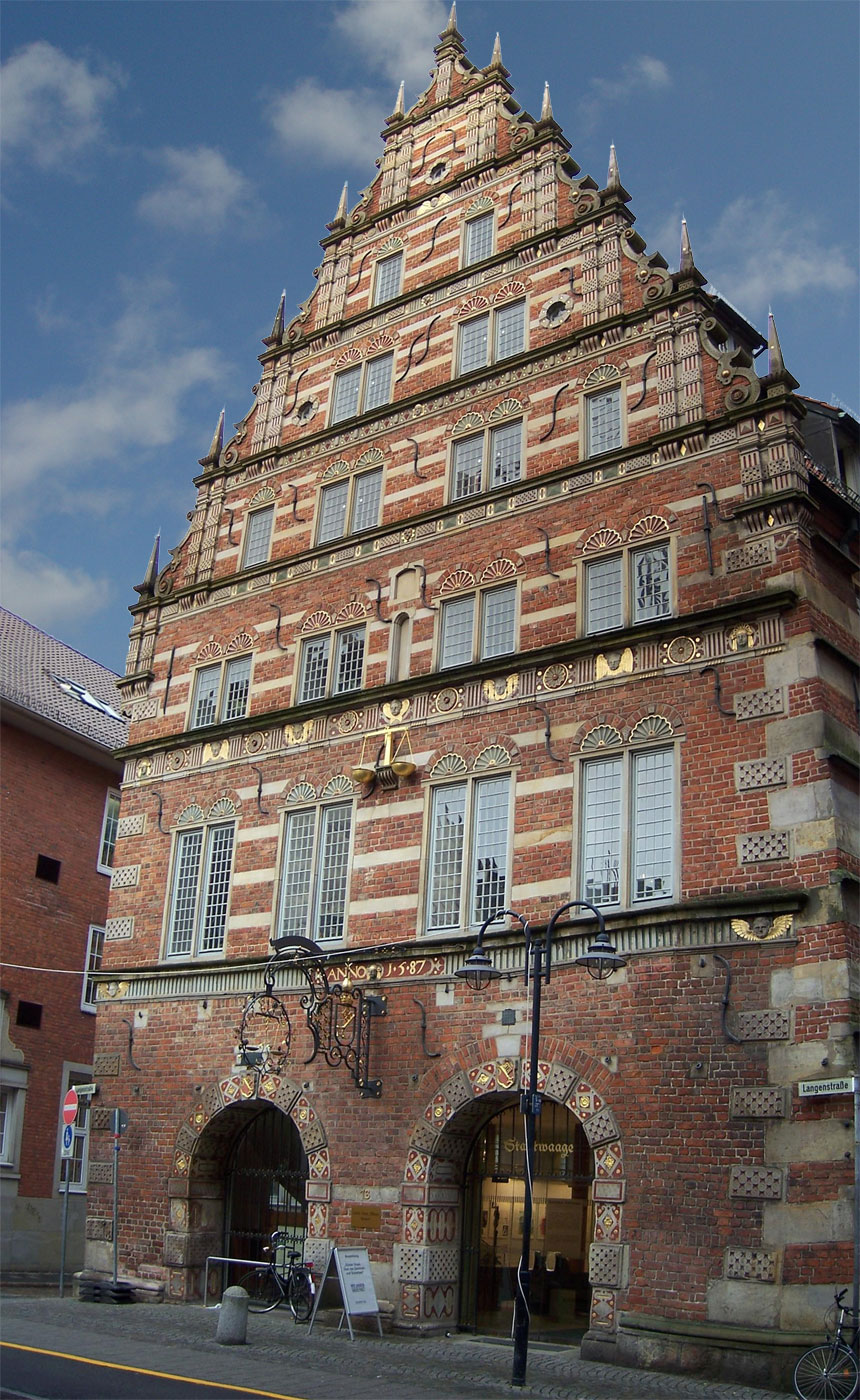
Stadtwaage (maison de pesage), Brême

### Hesse

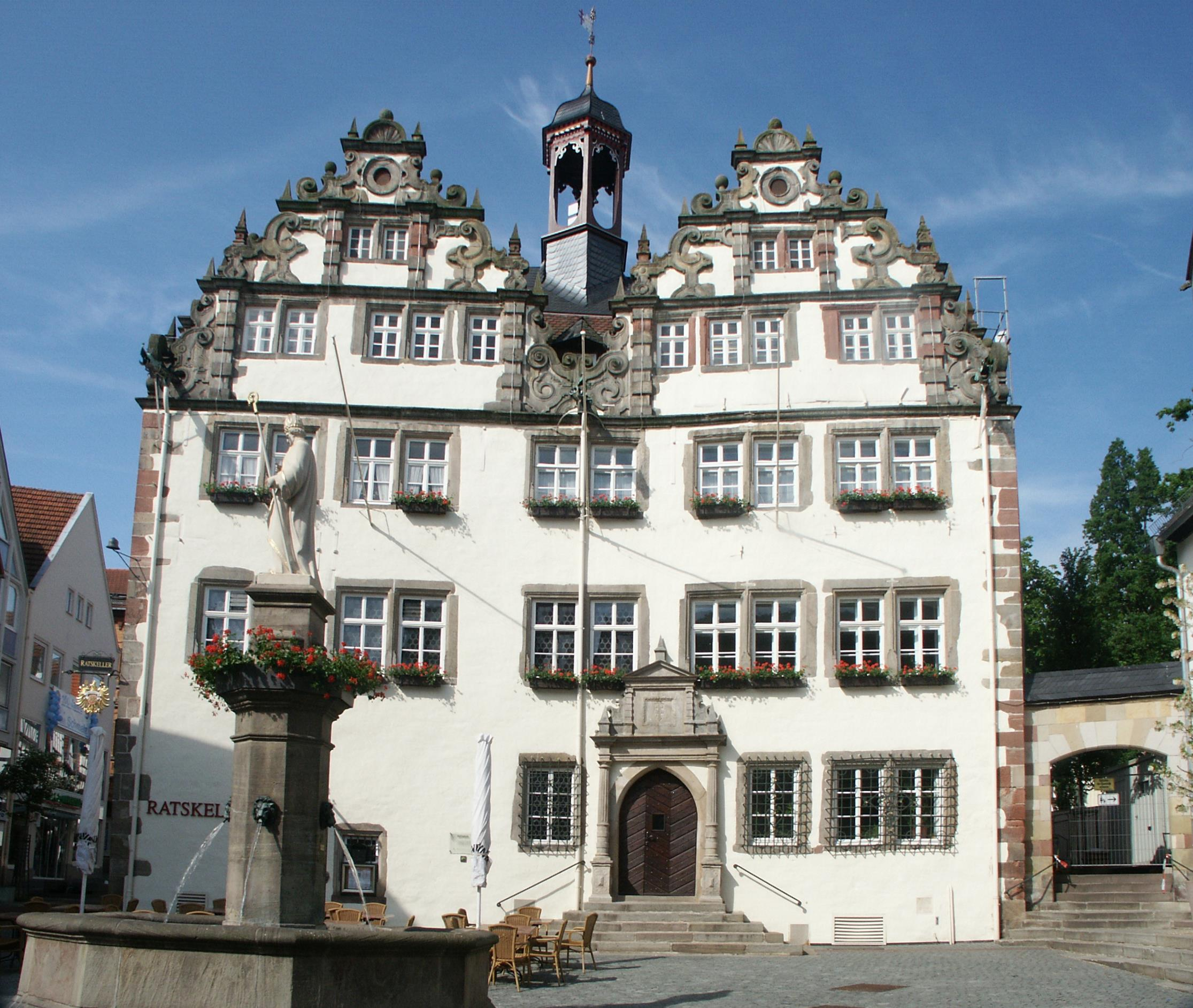
Rathaus (hôtel de ville), Bad Hersfeld
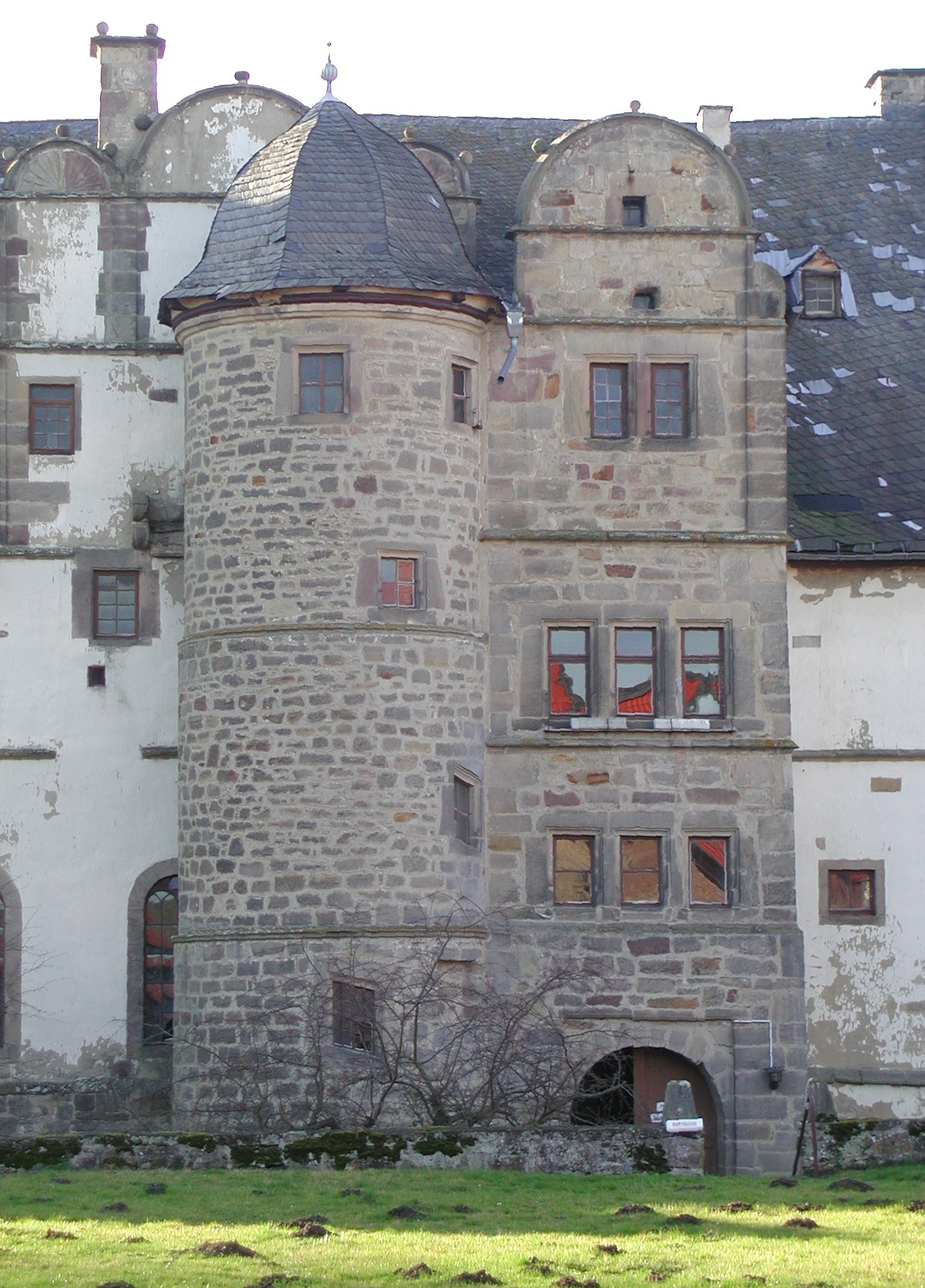
Wasserschloss Elmarshausen (château d'Elmarshausen), Wolfhagen

### Rhénanie-du-Nord-Westphalie

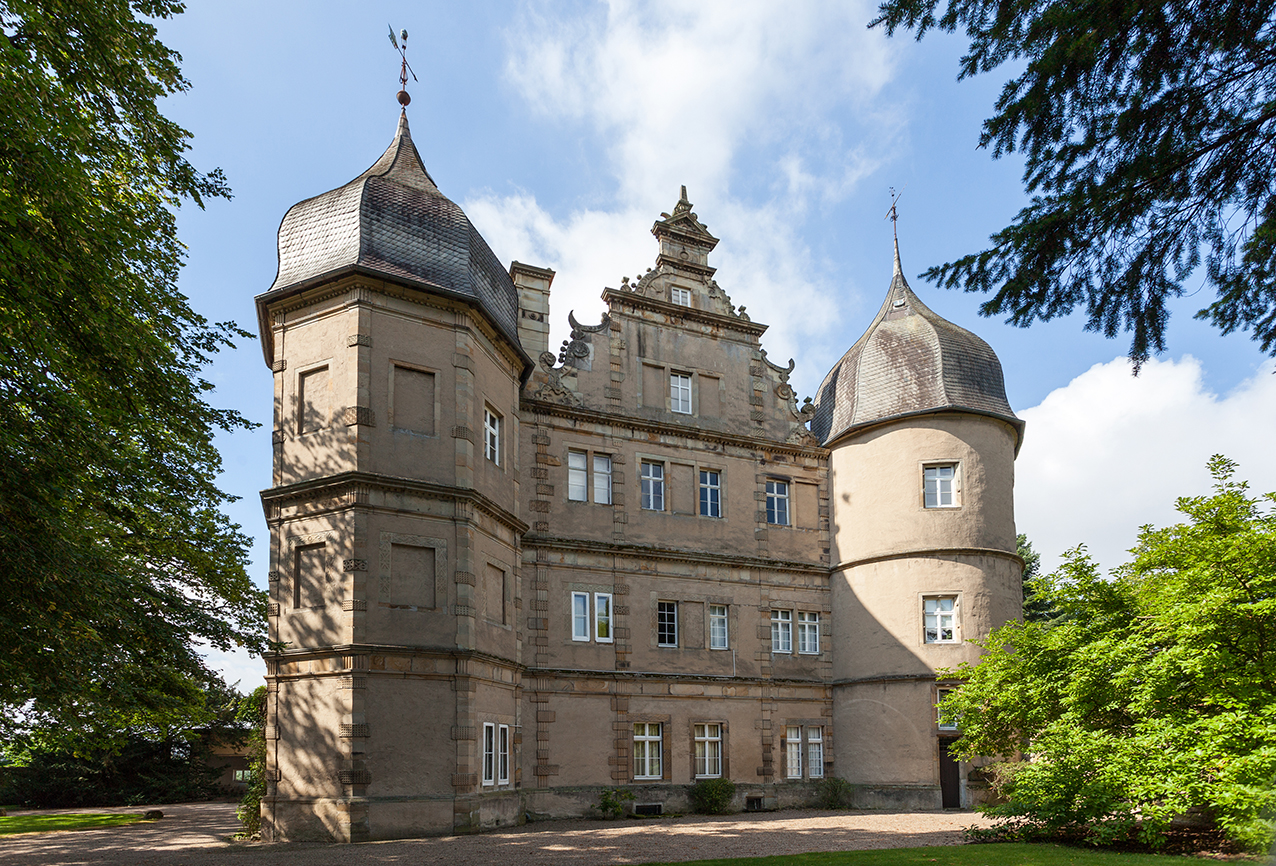
Schloss Barntrup (château de Barntrup), Barntrup
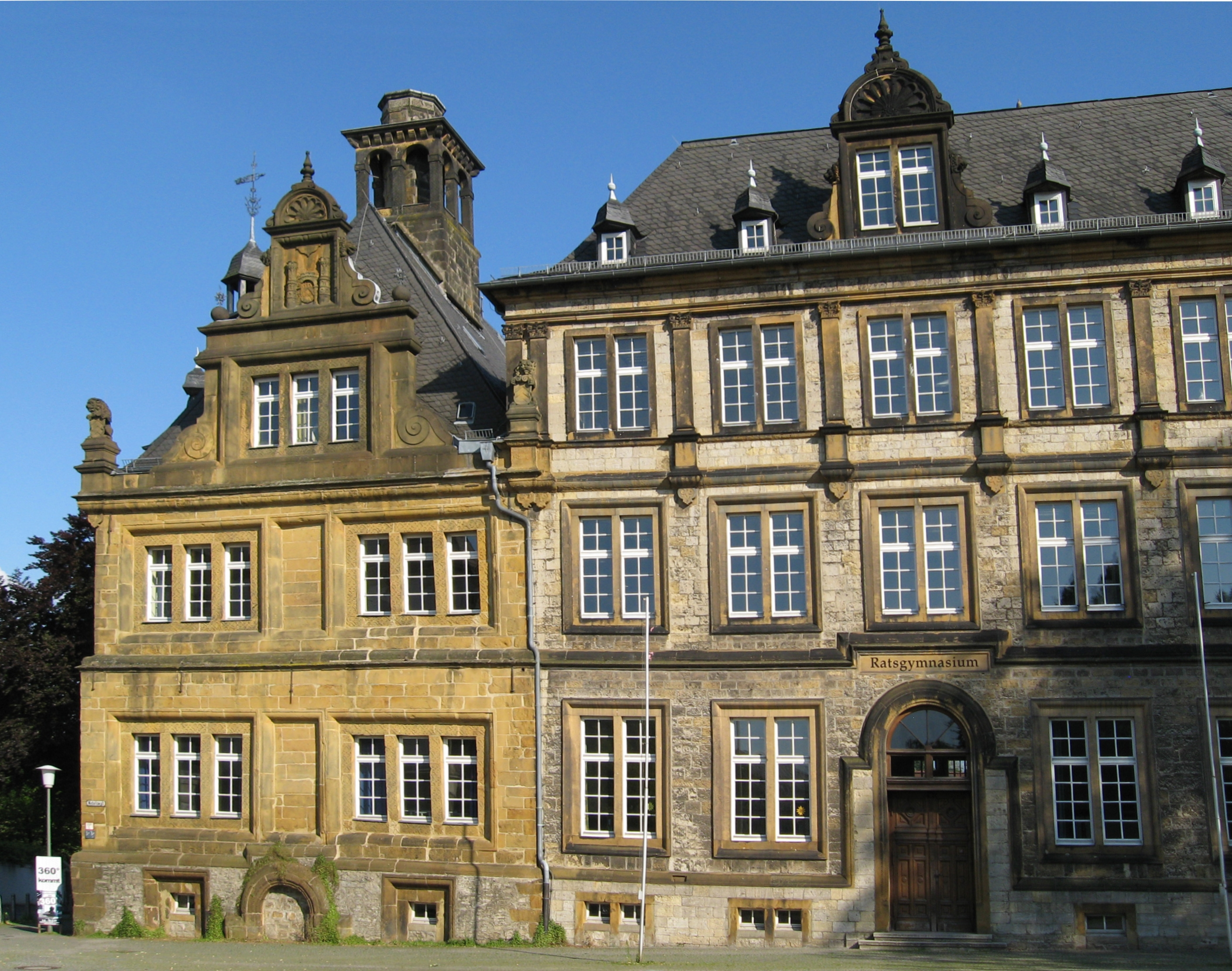
Ratsgymnasium, Bielefeld
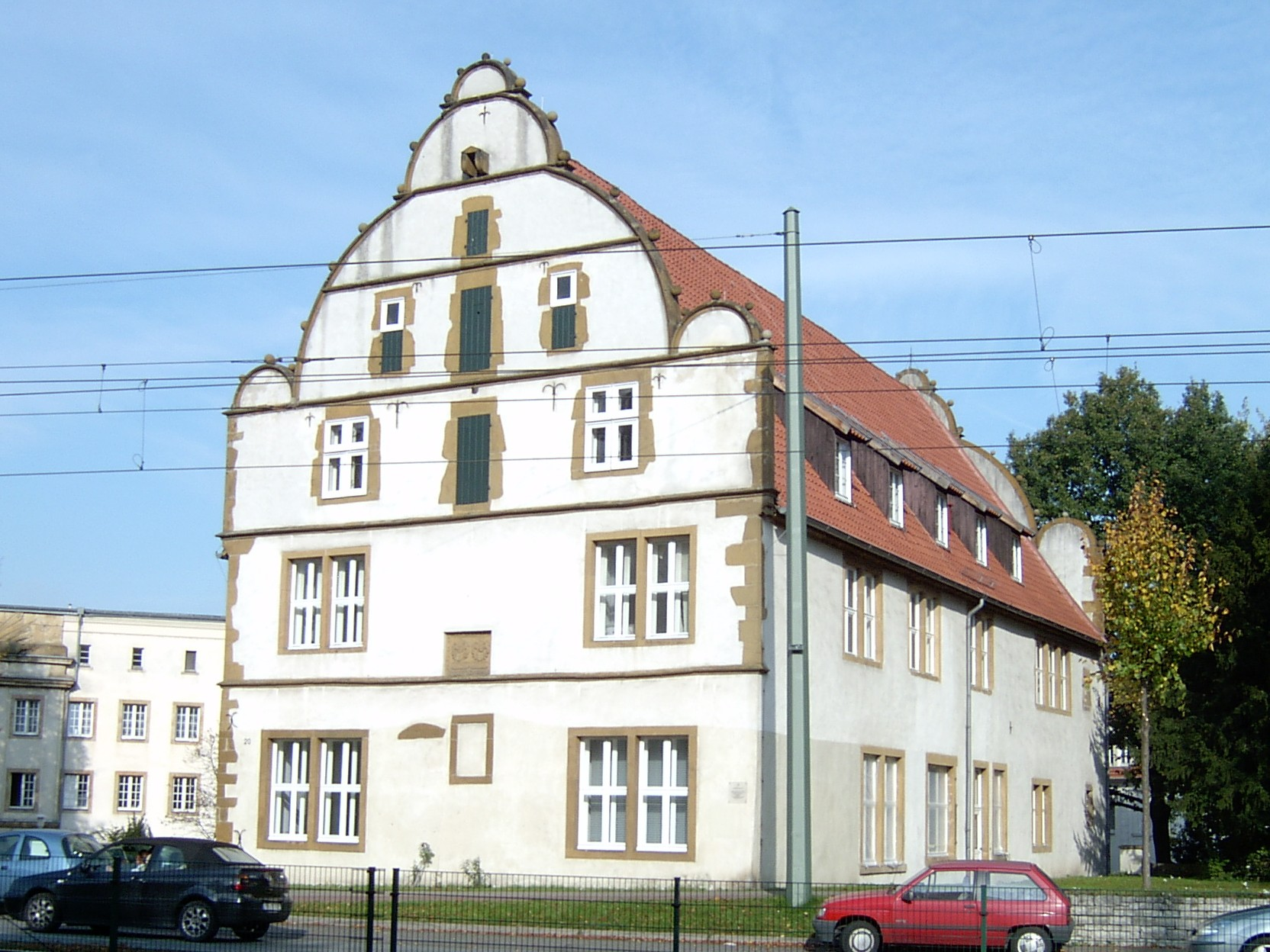
Spiegelshof, Bielefeld
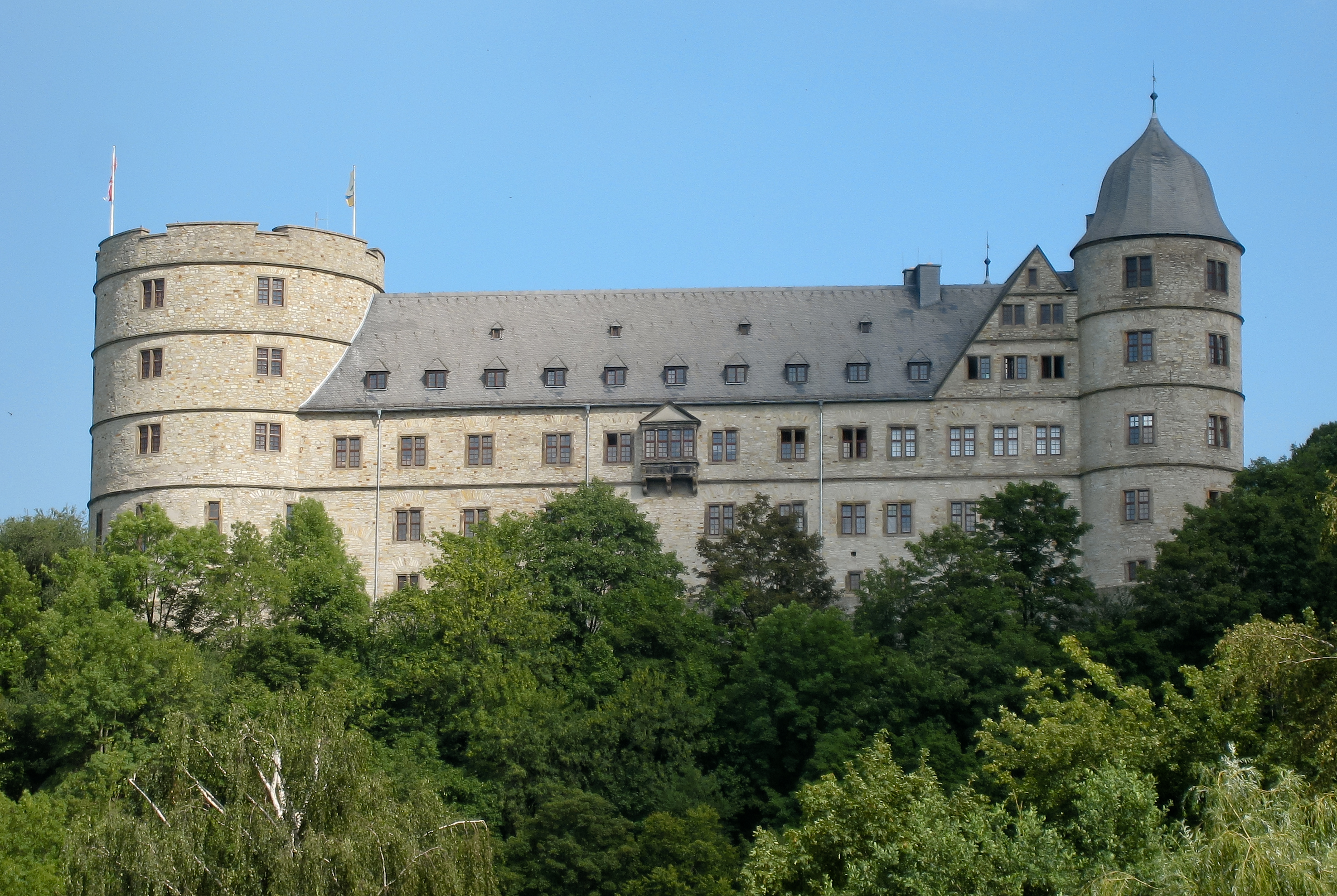
Wewelsburg, Büren
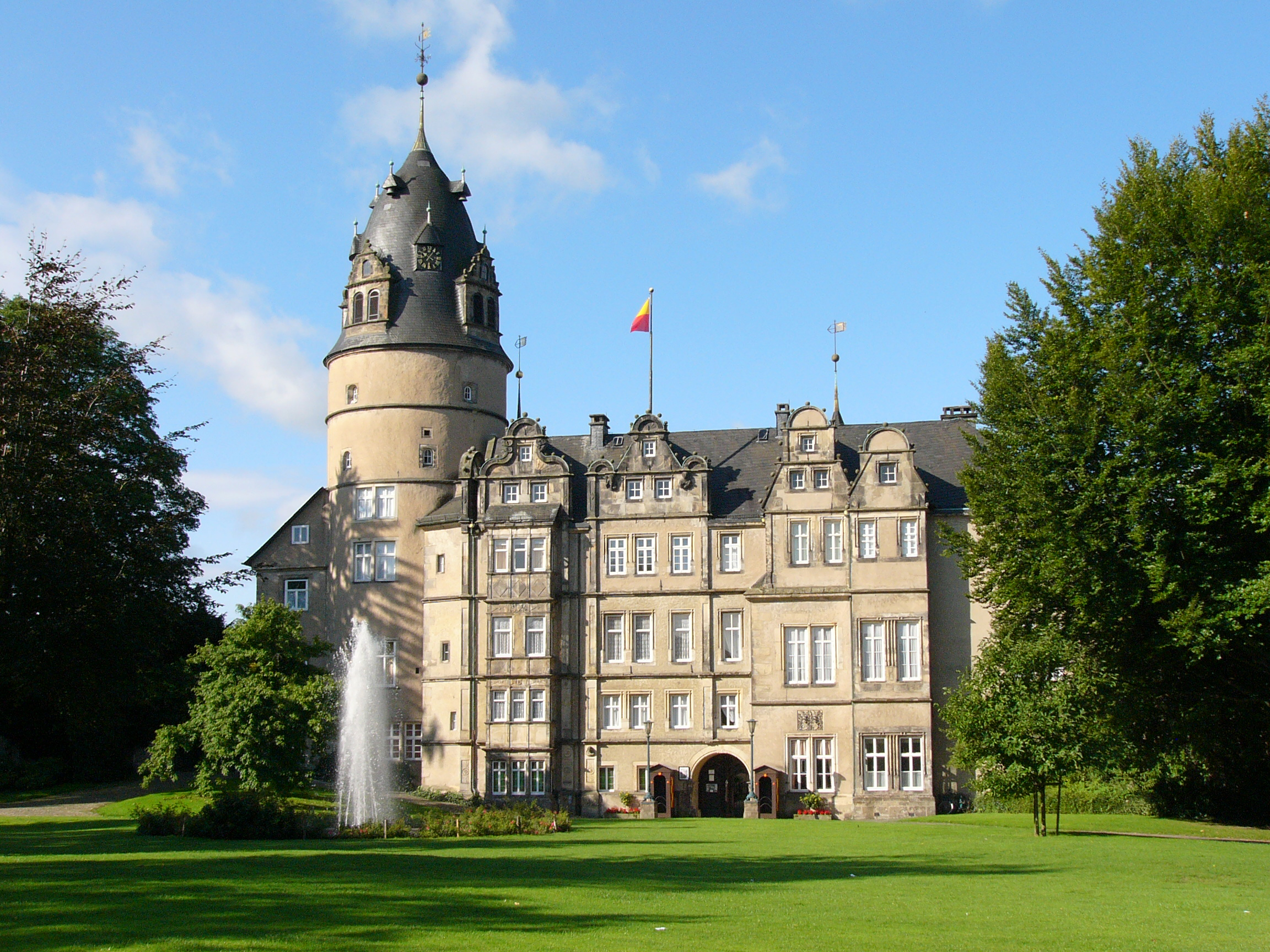
Fürstliches Residenzschloss (château princier), Detmold
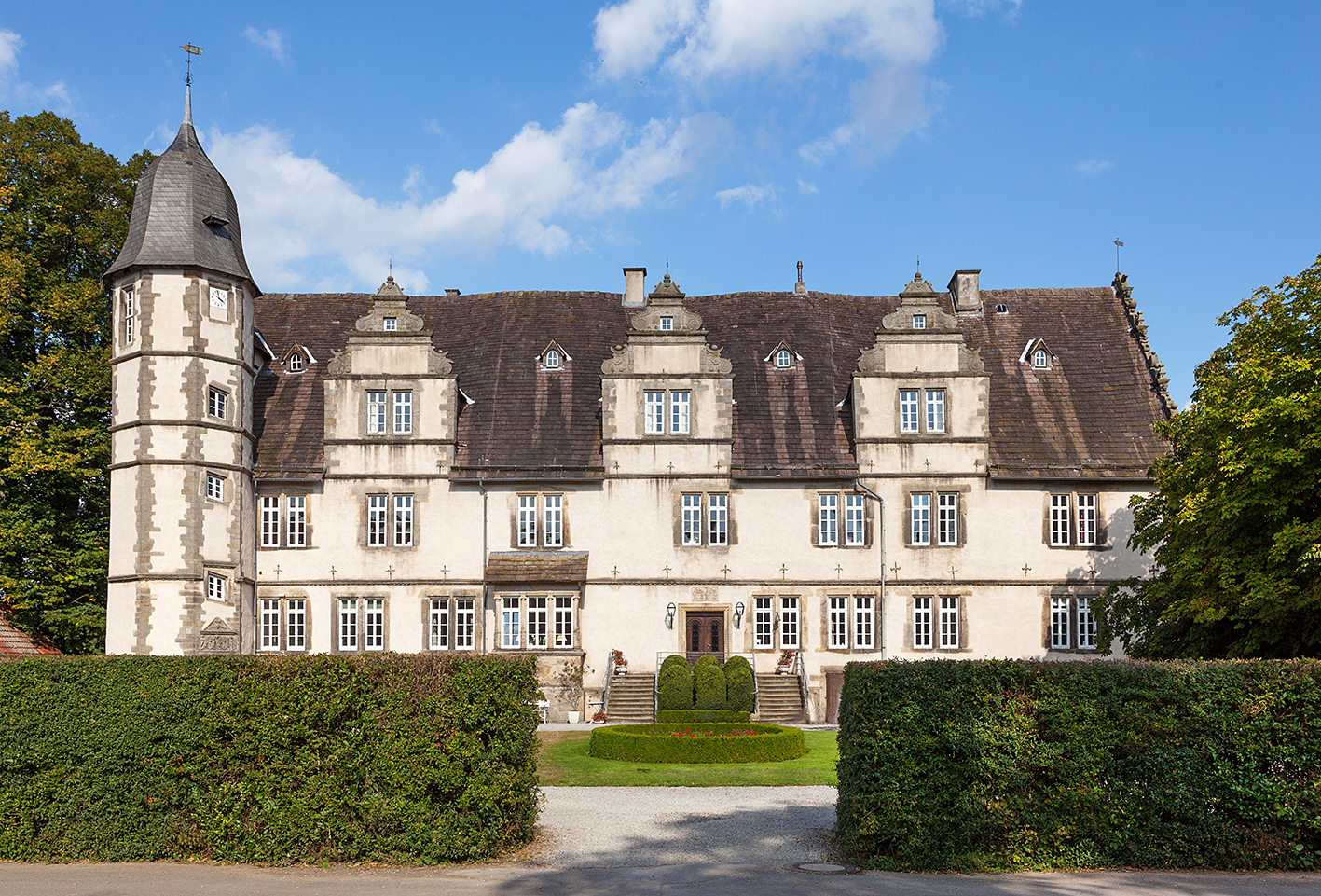
Schloss Wendlinghausen (château de Wendlinghausen), Dörentrup
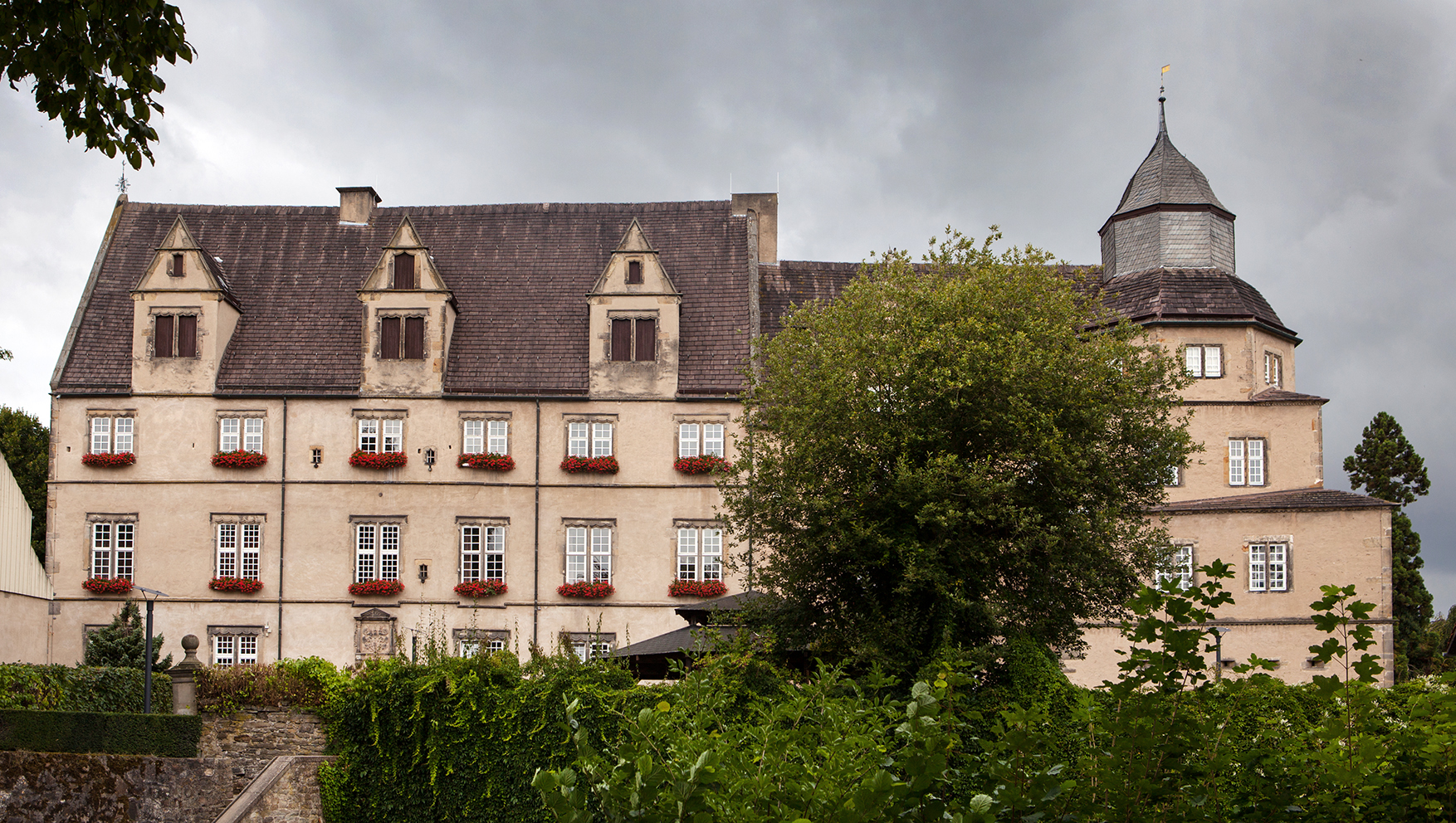
Schloss Vahrenholz (château de Vahrenholz), Kalletal
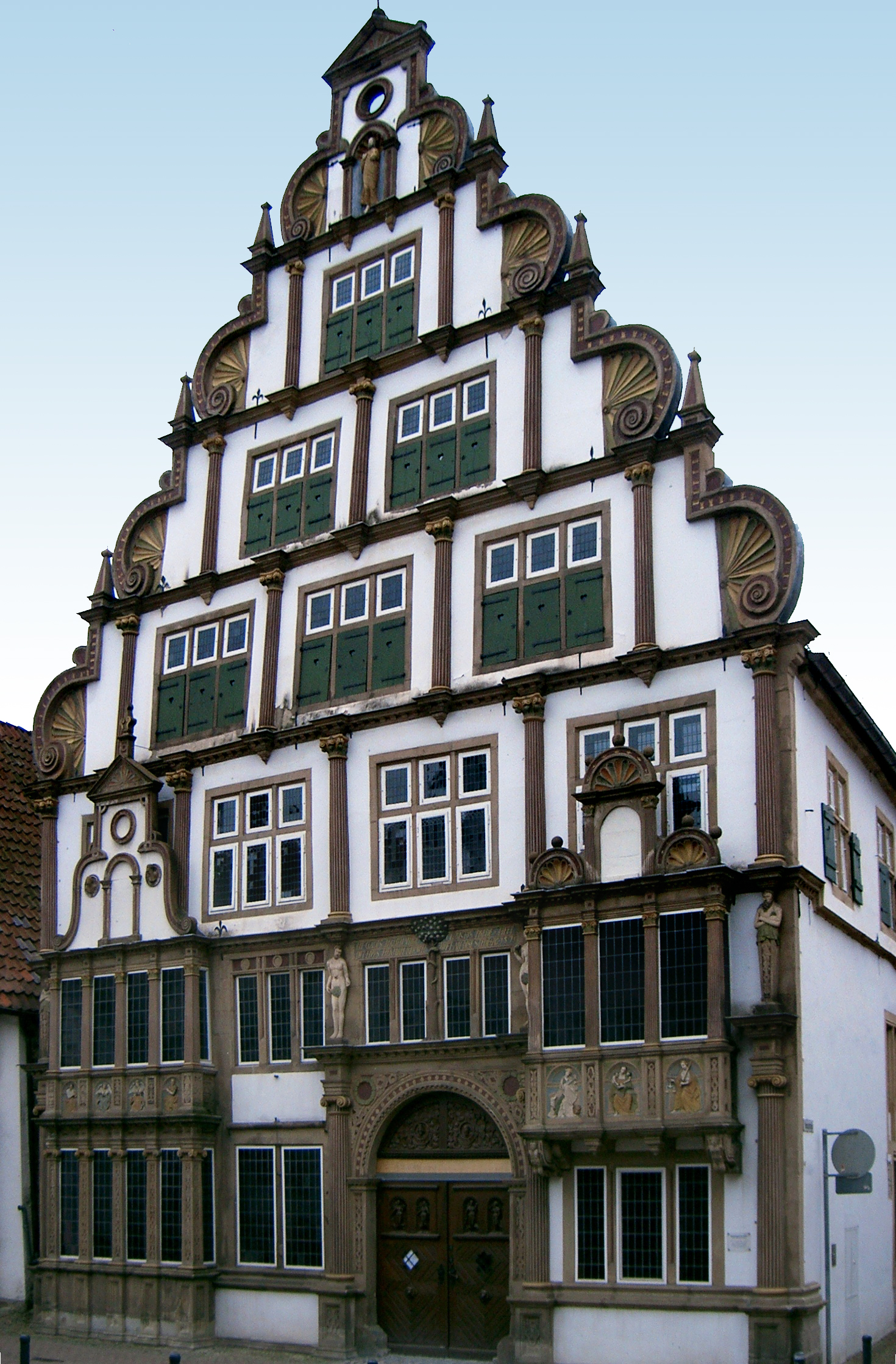
Hexenbürgermeisterhaus, Lemgo
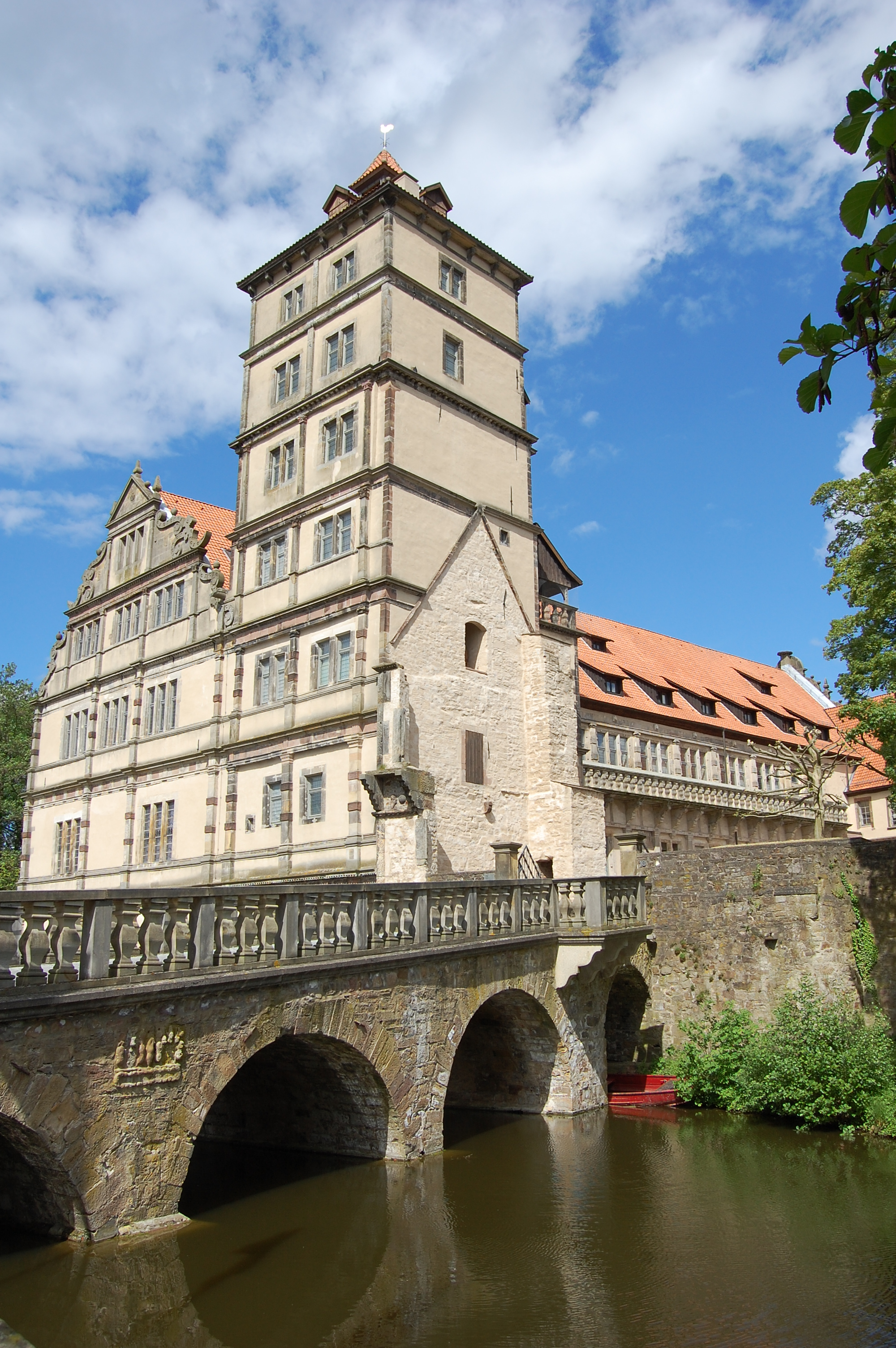
Schloss Brake (château de Brake), Lemgo
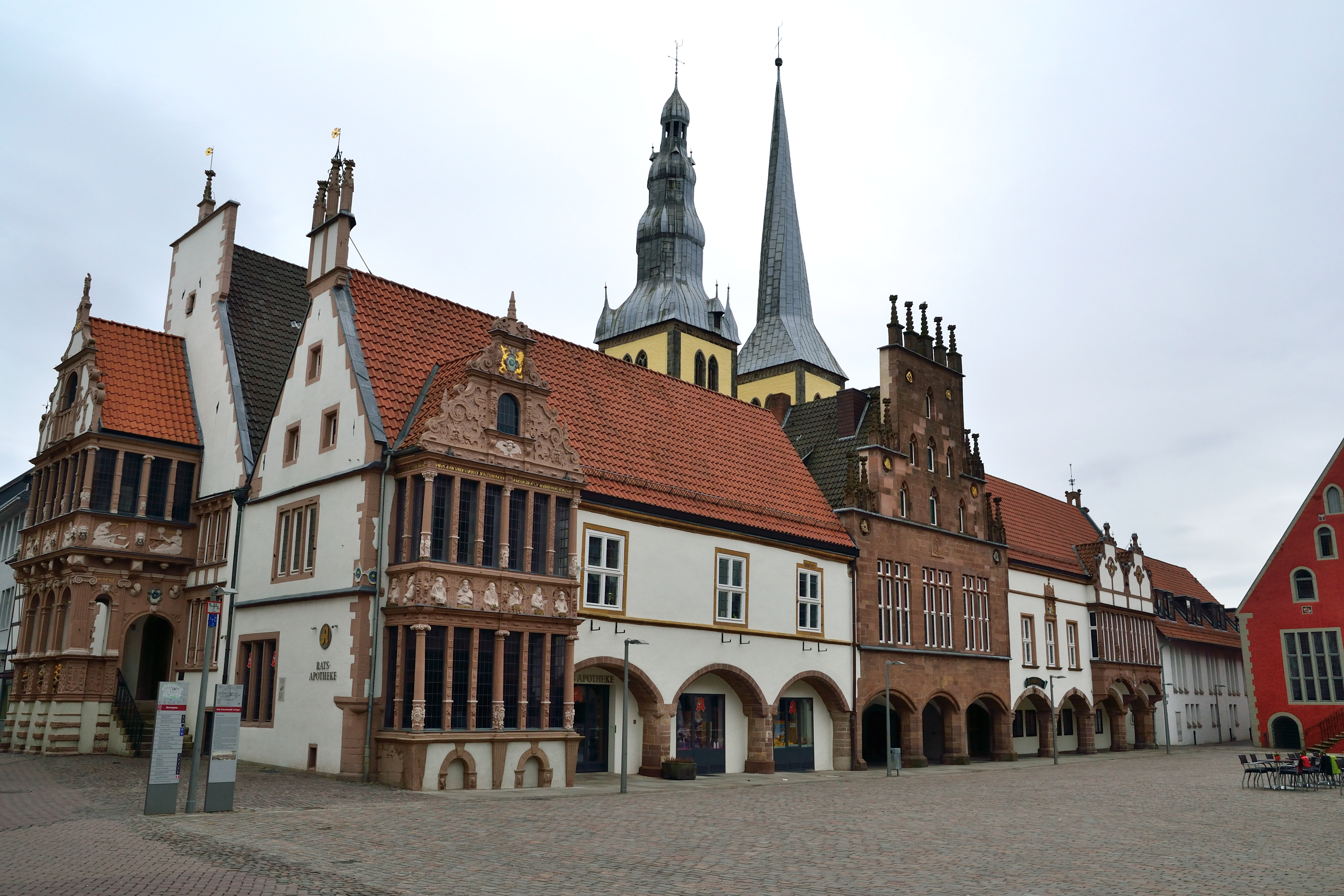
Rathaus (hôtel de ville), Lemgo
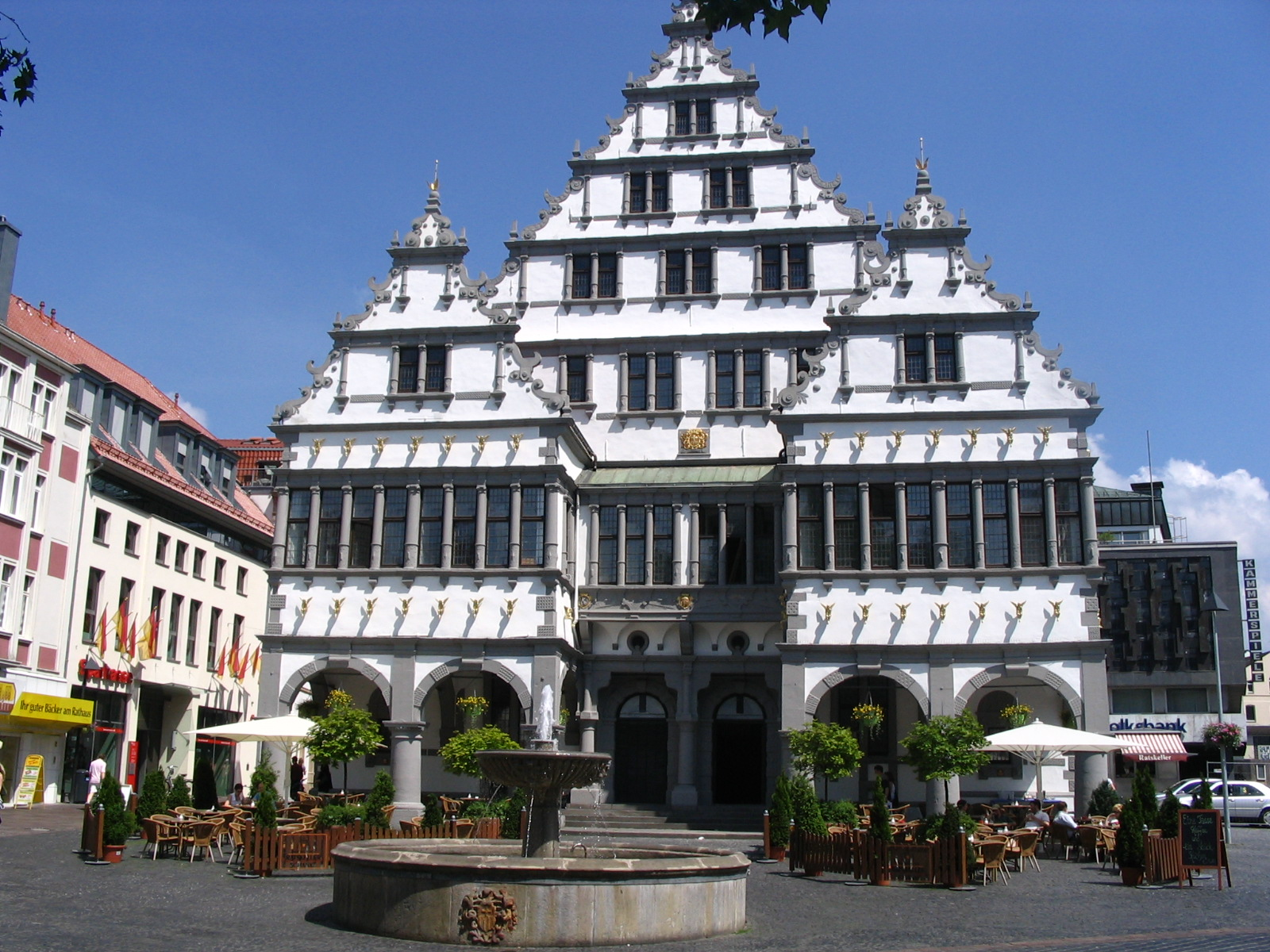
Historisches Rathaus (ancien hôtel de ville), Paderborn
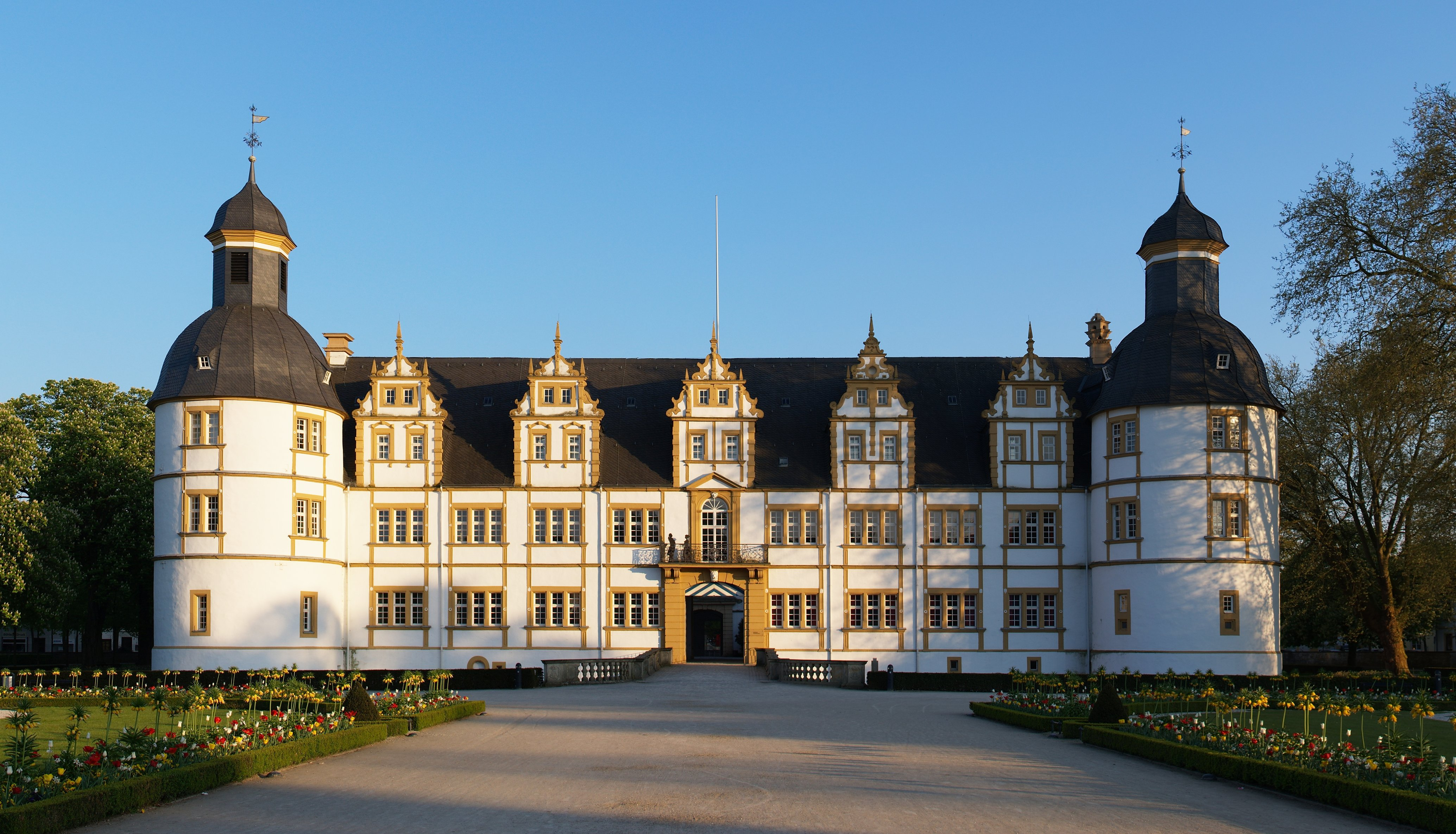
Schloss Neuhaus (château Neuhaus), Paderborn
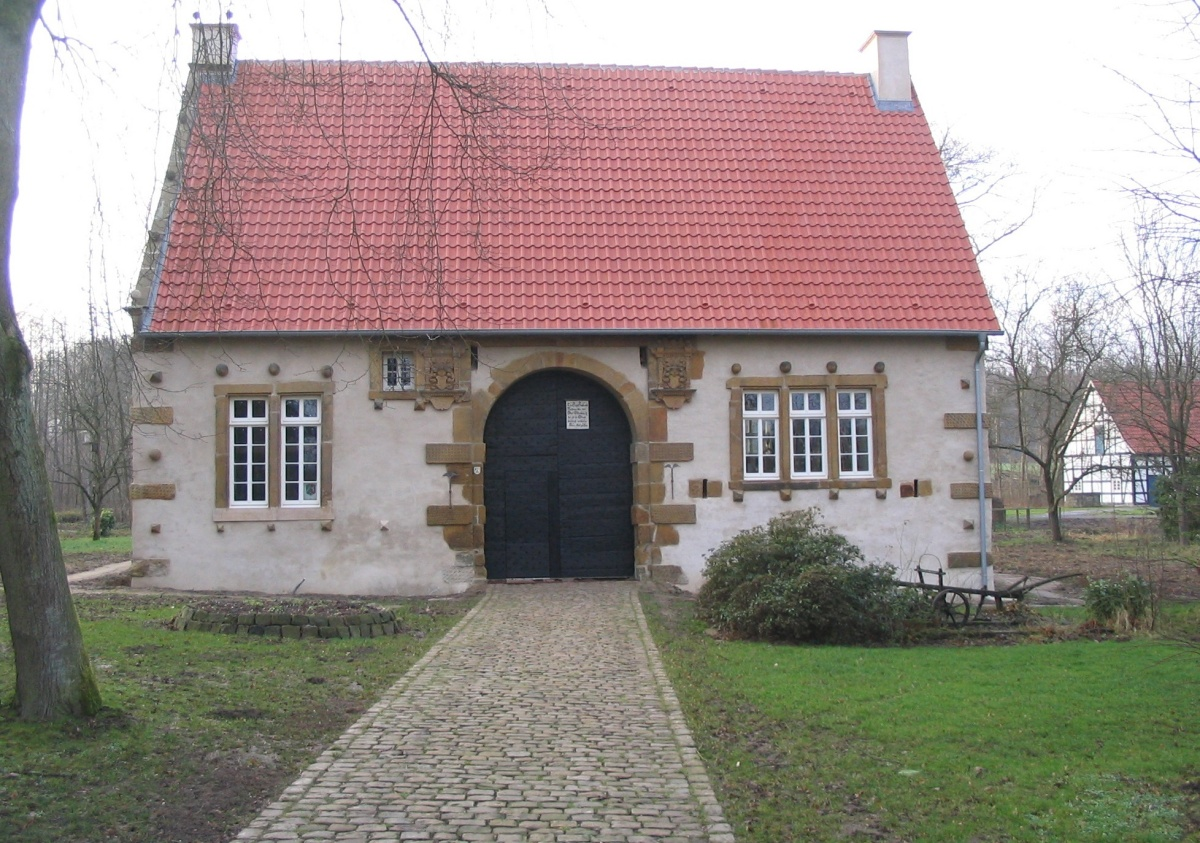
Tornhaus des Hauses Werburg, Spenge